# Lista över fornlämningar i Västerås kommun (Dingtuna)
Lista över fornlämningar i Västerås kommun (Dingtuna) är en förteckning av ett urval av de fornlämningar som finns i Dingtuna i Västerås kommun.
| Namn                           | Lämningstyp                      | Tillkomsttid | Historisk indelning   | Plats              | Läge                 | ID-nr          | Bild                                      |
| ------------------------------ | -------------------------------- | ------------ | --------------------- | ------------------ | -------------------- | -------------- | ----------------------------------------- |
| Dingtuna 1:1                   | Stensättning                     |              | Dingtuna, Västmanland |                    | 59.564289, 16.408248 | 10227900010001 | Ladda upp en bild av detta fornminne      |
| Dingtuna 2:1                   | Gravfält                         |              | Dingtuna, Västmanland |                    | 59.564495, 16.406083 | 10227900020001 | Ladda upp en bild av detta fornminne      |
| Dingtuna 3:1                   | Hög                              |              | Dingtuna, Västmanland |                    | 59.565783, 16.409002 | 10227900030001 | Ladda upp en bild av detta fornminne      |
| Dingtuna 3:2                   | Stensättning                     |              | Dingtuna, Västmanland |                    | 59.565899, 16.409199 | 10227900030002 | Ladda upp en bild av detta fornminne      |
| Dingtuna 3:3                   | Stensättning                     |              | Dingtuna, Västmanland |                    | 59.566005, 16.409350 | 10227900030003 | Ladda upp en bild av detta fornminne      |
| Dingtuna 4:1                   | Stensättning                     |              | Dingtuna, Västmanland |                    | 59.566502, 16.417382 | 10227900040001 | Ladda upp en bild av detta fornminne      |
| Dingtuna 5:1                   | Gravfält                         |              | Dingtuna, Västmanland |                    | 59.564547, 16.417803 | 10227900050001 | Ladda upp en bild av detta fornminne      |
| Dingtuna 6:1                   | Gravfält                         |              | Dingtuna, Västmanland |                    | 59.566377, 16.422572 | 10227900060001 | Ladda upp en bild av detta fornminne      |
| Prästbacken (Dingtuna 8:1)     | Gravfält                         |              | Dingtuna, Västmanland |                    | 59.569472, 16.406287 | 10227900080001 | Ladda upp en bild av detta fornminne      |
| Dingtuna 9:1                   | Stensättning                     |              | Dingtuna, Västmanland |                    | 59.568472, 16.408437 | 10227900090001 | Ladda upp en bild av detta fornminne      |
| Dingtuna 10:1                  | Stensättning                     |              | Dingtuna, Västmanland |                    | 59.569986, 16.398832 | 10227900100001 | Ladda upp en bild av detta fornminne      |
| Dingtuna 11:1                  | Hällristning                     |              | Dingtuna, Västmanland |                    | 59.569165, 16.397945 | 10227900110001 | Ladda upp en bild av detta fornminne      |
| Dingtuna 11:2                  | Hällristning                     |              | Dingtuna, Västmanland |                    | 59.569293, 16.397966 | 10227900110002 | Ladda upp en bild av detta fornminne      |
| Dingtuna 12:1                  | Gravfält                         |              | Dingtuna, Västmanland |                    | 59.573951, 16.405666 | 10227900120001 | Ladda upp en bild av detta fornminne      |
| Dingtuna 13:1                  | Gravfält                         |              | Dingtuna, Västmanland |                    | 59.573837, 16.407444 | 10227900130001 | Ladda upp en bild av detta fornminne      |
| Dingtuna 14:1                  | Stensättning                     |              | Dingtuna, Västmanland |                    | 59.572654, 16.408076 | 10227900140001 | Ladda upp en bild av detta fornminne      |
| Dingtuna 15:1                  | Stensättning                     |              | Dingtuna, Västmanland |                    | 59.572667, 16.422699 | 10227900150001 | Ladda upp en bild av detta fornminne      |
| Dingtuna 15:2                  | Stensättning                     |              | Dingtuna, Västmanland |                    | 59.572668, 16.422996 | 10227900150002 | Ladda upp en bild av detta fornminne      |
| Dingtuna 15:3                  | Stensättning                     |              | Dingtuna, Västmanland |                    | 59.572753, 16.423239 | 10227900150003 | Ladda upp en bild av detta fornminne      |
| Dingtuna 17:1                  | Grav markerad av sten/block      |              | Dingtuna, Västmanland |                    | 59.574972, 16.419778 | 10227900170001 | Ladda upp en bild av detta fornminne      |
| Dingtuna 18:1                  | Stensättning                     |              | Dingtuna, Västmanland |                    | 59.579606, 16.423445 | 10227900180001 | Ladda upp en bild av detta fornminne      |
| Dingtuna 20:1                  | Stensättning                     |              | Dingtuna, Västmanland |                    | 59.576354, 16.391548 | 10227900200001 | Ladda upp en bild av detta fornminne      |
| Dingtuna 21:1                  | Gravfält                         |              | Dingtuna, Västmanland |                    | 59.576149, 16.388556 | 10227900210001 | Ladda upp en bild av detta fornminne      |
| Dingtuna 22:1                  | Gravfält                         |              | Dingtuna, Västmanland |                    | 59.575744, 16.386410 | 10227900220001 | Ladda upp en bild av detta fornminne      |
| Dingtuna 24:1                  | Stensättning                     |              | Dingtuna, Västmanland |                    | 59.573513, 16.388521 | 10227900240001 | Ladda upp en bild av detta fornminne      |
| Dingtuna 24:3                  | Stensättning                     |              | Dingtuna, Västmanland |                    | 59.573770, 16.389056 | 10227900240003 | Ladda upp en bild av detta fornminne      |
| Dingtuna 25:1                  | Stensättning                     |              | Dingtuna, Västmanland |                    | 59.574542, 16.374430 | 10227900250001 | Ladda upp en bild av detta fornminne      |
| Dingtuna 26:1                  | Stensättning                     |              | Dingtuna, Västmanland |                    | 59.573993, 16.374680 | 10227900260001 | Ladda upp en bild av detta fornminne      |
| Dingtuna 26:2                  | Stensättning                     |              | Dingtuna, Västmanland |                    | 59.573835, 16.374665 | 10227900260002 | Ladda upp en bild av detta fornminne      |
| Dingtuna 27:1                  | Stensättning                     |              | Dingtuna, Västmanland |                    | 59.573703, 16.377954 | 10227900270001 | Ladda upp en bild av detta fornminne      |
| Dingtuna 28:1                  | Stensättning                     |              | Dingtuna, Västmanland |                    | 59.571250, 16.402139 | 10227900280001 | Ladda upp en bild av detta fornminne      |
| Dingtuna 28:2                  | Stensättning                     |              | Dingtuna, Västmanland |                    | 59.571081, 16.402195 | 10227900280002 | Ladda upp en bild av detta fornminne      |
| Dingtuna 29:1                  | Röse                             |              | Dingtuna, Västmanland |                    | 59.575070, 16.380648 | 10227900290001 | Ladda upp en bild av detta fornminne      |
| Dingtuna 30:1                  | Gravfält                         |              | Dingtuna, Västmanland |                    | 59.574764, 16.384269 | 10227900300001 | Ladda upp en bild av detta fornminne      |
| Dingtuna 31:1                  | Stensättning                     |              | Dingtuna, Västmanland |                    | 59.575176, 16.375592 | 10227900310001 | Ladda upp en bild av detta fornminne      |
| Dingtuna 31:2                  | Hög                              |              | Dingtuna, Västmanland |                    | 59.575318, 16.375577 | 10227900310002 | Ladda upp en bild av detta fornminne      |
| Dingtuna 31:3                  | Stensättning                     |              | Dingtuna, Västmanland |                    | 59.575397, 16.375395 | 10227900310003 | Ladda upp en bild av detta fornminne      |
| Dingtuna 32:1                  | Stensättning                     |              | Dingtuna, Västmanland |                    | 59.575315, 16.376522 | 10227900320001 | Ladda upp en bild av detta fornminne      |
| Dingtuna 33:1                  | Stensättning                     |              | Dingtuna, Västmanland |                    | 59.574967, 16.379859 | 10227900330001 | Ladda upp en bild av detta fornminne      |
| Dingtuna 33:2                  | Stensättning                     |              | Dingtuna, Västmanland |                    | 59.574833, 16.379711 | 10227900330002 | Ladda upp en bild av detta fornminne      |
| Dingtuna 35:1                  | Grav markerad av sten/block      |              | Dingtuna, Västmanland |                    | 59.570718, 16.381620 | 10227900350001 | Ladda upp en bild av detta fornminne      |
| Dingtuna 36:1                  | Stensättning                     |              | Dingtuna, Västmanland |                    | 59.572220, 16.381028 | 10227900360001 | Ladda upp en bild av detta fornminne      |
| Dingtuna 37:1                  | Röse                             |              | Dingtuna, Västmanland |                    | 59.572148, 16.377805 | 10227900370001 | Ladda upp en bild av detta fornminne      |
| Dingtuna 38:1                  | Stensättning                     |              | Dingtuna, Västmanland |                    | 59.572557, 16.378962 | 10227900380001 | Ladda upp en bild av detta fornminne      |
| Dingtuna 40:1                  | Stensättning                     |              | Dingtuna, Västmanland |                    | 59.570925, 16.373105 | 10227900400001 | Ladda upp en bild av detta fornminne      |
| Dingtuna 42:1                  | Stensättning                     |              | Dingtuna, Västmanland |                    | 59.567394, 16.380447 | 10227900420001 | Ladda upp en bild av detta fornminne      |
| Dingtuna 44:1                  | Stensättning                     |              | Dingtuna, Västmanland |                    | 59.585153, 16.361787 | 10227900440001 | Ladda upp en bild av detta fornminne      |
| Dingtuna 44:2                  | Hög                              |              | Dingtuna, Västmanland |                    | 59.584759, 16.362086 | 10227900440002 | Ladda upp en bild av detta fornminne      |
| Dingtuna 44:3                  | Stensättning                     |              | Dingtuna, Västmanland |                    | 59.584838, 16.362202 | 10227900440003 | Ladda upp en bild av detta fornminne      |
| Dingtuna 44:4                  | Stensättning                     |              | Dingtuna, Västmanland |                    | 59.584794, 16.362356 | 10227900440004 | Ladda upp en bild av detta fornminne      |
| Dingtuna 45:1                  | Gravfält                         |              | Dingtuna, Västmanland |                    | 59.584018, 16.362817 | 10227900450001 | Ladda upp en bild av detta fornminne      |
| Dingtuna 46:1                  | Gravfält                         |              | Dingtuna, Västmanland |                    | 59.584983, 16.363893 | 10227900460001 | Ladda upp en bild av detta fornminne      |
| Dingtuna 47:1                  | Gravfält                         |              | Dingtuna, Västmanland |                    | 59.583386, 16.365152 | 10227900470001 | Ladda upp en bild av detta fornminne      |
| Dingtuna 48:1                  | Hällristning                     |              | Dingtuna, Västmanland |                    | 59.581993, 16.372416 | 10227900480001 | Ladda upp en bild av detta fornminne      |
| Dingtuna 50:1                  | Hällristning                     |              | Dingtuna, Västmanland |                    | 59.582845, 16.373289 | 10227900500001 | Ladda upp en bild av detta fornminne      |
| Dingtuna 51:1                  | Stensättning                     |              | Dingtuna, Västmanland |                    | 59.585183, 16.372574 | 10227900510001 | Ladda upp en bild av detta fornminne      |
| Dingtuna 52:1                  | Stensättning                     |              | Dingtuna, Västmanland |                    | 59.585592, 16.379407 | 10227900520001 | Ladda upp en bild av detta fornminne      |
| Dingtuna 53:1                  | Gravfält                         |              | Dingtuna, Västmanland |                    | 59.584320, 16.379351 | 10227900530001 | Ladda upp en bild av detta fornminne      |
| Dingtuna 54:1                  | Röse                             |              | Dingtuna, Västmanland |                    | 59.582925, 16.378949 | 10227900540001 | Ladda upp en bild av detta fornminne      |
| Dingtuna 54:2                  | Stensättning                     |              | Dingtuna, Västmanland |                    | 59.582597, 16.379752 | 10227900540002 | Ladda upp en bild av detta fornminne      |
| Dingtuna 55:1                  | Hög                              |              | Dingtuna, Västmanland |                    | 59.584351, 16.374524 | 10227900550001 | Ladda upp en bild av detta fornminne      |
| Dingtuna 55:2                  | Stensättning                     |              | Dingtuna, Västmanland |                    | 59.584431, 16.374936 | 10227900550002 | Ladda upp en bild av detta fornminne      |
| Dingtuna 56:1                  | Stensättning                     |              | Dingtuna, Västmanland |                    | 59.584360, 16.376099 | 10227900560001 | Ladda upp en bild av detta fornminne      |
| Dingtuna 56:2                  | Stensättning                     |              | Dingtuna, Västmanland |                    | 59.584652, 16.376120 | 10227900560002 | Ladda upp en bild av detta fornminne      |
| Dingtuna 59:1                  | Stensättning                     |              | Dingtuna, Västmanland |                    | 59.584590, 16.362957 | 10227900590001 | Ladda upp en bild av detta fornminne      |
| Dingtuna 60:1                  | Stensättning                     |              | Dingtuna, Västmanland |                    | 59.583520, 16.361085 | 10227900600001 | Ladda upp en bild av detta fornminne      |
| Dingtuna 60:2                  | Stensättning                     |              | Dingtuna, Västmanland |                    | 59.583333, 16.361431 | 10227900600002 | Ladda upp en bild av detta fornminne      |
| Dingtuna 61:1                  | Stensättning                     |              | Dingtuna, Västmanland |                    | 59.575531, 16.378580 | 10227900610001 | Ladda upp en bild av detta fornminne      |
| Dingtuna 61:2                  | Stensättning                     |              | Dingtuna, Västmanland |                    | 59.575362, 16.378187 | 10227900610002 | Ladda upp en bild av detta fornminne      |
| Dingtuna 62:1                  | Stensättning                     |              | Dingtuna, Västmanland |                    | 59.575836, 16.379802 | 10227900620001 | Ladda upp en bild av detta fornminne      |
| Dingtuna 64:1                  | Stensättning                     |              | Dingtuna, Västmanland |                    | 59.578799, 16.375636 | 10227900640001 | Ladda upp en bild av detta fornminne      |
| Dingtuna 64:2                  | Stensättning                     |              | Dingtuna, Västmanland |                    | 59.578982, 16.375427 | 10227900640002 | Ladda upp en bild av detta fornminne      |
| Dingtuna 64:3                  | Stensättning                     |              | Dingtuna, Västmanland |                    | 59.579145, 16.375162 | 10227900640003 | Ladda upp en bild av detta fornminne      |
| Dingtuna 65:1                  | Gravfält                         |              | Dingtuna, Västmanland |                    | 59.577739, 16.374955 | 10227900650001 | Ladda upp en bild av detta fornminne      |
| Dingtuna 66:1                  | Gravfält                         |              | Dingtuna, Västmanland |                    | 59.579183, 16.392704 | 10227900660001 | Ladda upp en bild av detta fornminne      |
| Dingtuna 67:1                  | Gravfält                         |              | Dingtuna, Västmanland |                    | 59.578597, 16.393434 | 10227900670001 | Ladda upp en till bild av detta fornminne |
| Dingtuna 68:1                  | Gravfält                         |              | Dingtuna, Västmanland |                    | 59.578265, 16.391257 | 10227900680001 | Ladda upp en bild av detta fornminne      |
| Dingtuna 69:1                  | Röse                             |              | Dingtuna, Västmanland |                    | 59.581946, 16.378487 | 10227900690001 | Ladda upp en bild av detta fornminne      |
| Dingtuna 70:1                  | Stensättning                     |              | Dingtuna, Västmanland |                    | 59.579607, 16.379276 | 10227900700001 | Ladda upp en bild av detta fornminne      |
| Dingtuna 71:1                  | Stensättning                     |              | Dingtuna, Västmanland |                    | 59.576437, 16.382247 | 10227900710001 | Ladda upp en bild av detta fornminne      |
| Dingtuna 72:1                  | Stensättning                     |              | Dingtuna, Västmanland |                    | 59.584822, 16.387816 | 10227900720001 | Ladda upp en bild av detta fornminne      |
| Dingtuna 73:1                  | Stensättning                     |              | Dingtuna, Västmanland |                    | 59.584605, 16.392492 | 10227900730001 | Ladda upp en bild av detta fornminne      |
| Dingtuna 74:1                  | Stensättning                     |              | Dingtuna, Västmanland |                    | 59.586463, 16.389420 | 10227900740001 | Ladda upp en bild av detta fornminne      |
| Dingtuna 74:2                  | Stensättning                     |              | Dingtuna, Västmanland |                    | 59.586117, 16.389394 | 10227900740002 | Ladda upp en bild av detta fornminne      |
| Dingtuna 75:1                  | Stensättning                     |              | Dingtuna, Västmanland |                    | 59.585458, 16.385097 | 10227900750001 | Ladda upp en bild av detta fornminne      |
| Dingtuna 76:1                  | Stensättning                     |              | Dingtuna, Västmanland |                    | 59.585952, 16.382566 | 10227900760001 | Ladda upp en bild av detta fornminne      |
| Dingtuna 77:1                  | Stensättning                     |              | Dingtuna, Västmanland |                    | 59.585377, 16.383548 | 10227900770001 | Ladda upp en bild av detta fornminne      |
| Dingtuna 79:1                  | Stensättning                     |              | Dingtuna, Västmanland |                    | 59.587742, 16.376130 | 10227900790001 | Ladda upp en bild av detta fornminne      |
| Dingtuna 80:1                  | Gravfält                         |              | Dingtuna, Västmanland |                    | 59.588218, 16.377647 | 10227900800001 | Ladda upp en bild av detta fornminne      |
| Dingtuna 81:1                  | Stensättning                     |              | Dingtuna, Västmanland |                    | 59.588321, 16.376685 | 10227900810001 | Ladda upp en bild av detta fornminne      |
| Dingtuna 81:2                  | Stensättning                     |              | Dingtuna, Västmanland |                    | 59.588522, 16.376874 | 10227900810002 | Ladda upp en bild av detta fornminne      |
| Dingtuna 82:1                  | Röse                             |              | Dingtuna, Västmanland |                    | 59.590538, 16.376871 | 10227900820001 | Ladda upp en bild av detta fornminne      |
| Dingtuna 82:2                  | Stensättning                     |              | Dingtuna, Västmanland |                    | 59.590350, 16.376789 | 10227900820002 | Ladda upp en bild av detta fornminne      |
| Dingtuna 83:1                  | Röse                             |              | Dingtuna, Västmanland |                    | 59.589640, 16.376464 | 10227900830001 | Ladda upp en bild av detta fornminne      |
| Dingtuna 84:1                  | Stensättning                     |              | Dingtuna, Västmanland |                    | 59.594926, 16.367912 | 10227900840001 | Ladda upp en bild av detta fornminne      |
| Dingtuna 85:1                  | Gravfält                         |              | Dingtuna, Västmanland |                    | 59.589081, 16.367066 | 10227900850001 | Ladda upp en bild av detta fornminne      |
| Dingtuna 86:1                  | Stensättning                     |              | Dingtuna, Västmanland |                    | 59.591071, 16.360229 | 10227900860001 | Ladda upp en bild av detta fornminne      |
| Dingtuna 87:1                  | Stensättning                     |              | Dingtuna, Västmanland |                    | 59.587744, 16.366779 | 10227900870001 | Ladda upp en bild av detta fornminne      |
| Dingtuna 88:1                  | Stensättning                     |              | Dingtuna, Västmanland |                    | 59.587922, 16.367820 | 10227900880001 | Ladda upp en bild av detta fornminne      |
| Dingtuna 89:1                  | Stensättning                     |              | Dingtuna, Västmanland |                    | 59.587597, 16.368139 | 10227900890001 | Ladda upp en bild av detta fornminne      |
| Dingtuna 89:2                  | Stensättning                     |              | Dingtuna, Västmanland |                    | 59.587471, 16.368292 | 10227900890002 | Ladda upp en bild av detta fornminne      |
| Dingtuna 90:1                  | Stensättning                     |              | Dingtuna, Västmanland |                    | 59.587137, 16.367940 | 10227900900001 | Ladda upp en bild av detta fornminne      |
| Dingtuna 90:2                  | Stensättning                     |              | Dingtuna, Västmanland |                    | 59.587004, 16.367983 | 10227900900002 | Ladda upp en bild av detta fornminne      |
| Dingtuna 90:3                  | Stensättning                     |              | Dingtuna, Västmanland |                    | 59.586886, 16.368629 | 10227900900003 | Ladda upp en bild av detta fornminne      |
| Dingtuna 90:4                  | Stensättning                     |              | Dingtuna, Västmanland |                    | 59.586767, 16.368265 | 10227900900004 | Ladda upp en bild av detta fornminne      |
| Dingtuna 91:1                  | Stensättning                     |              | Dingtuna, Västmanland |                    | 59.589129, 16.370109 | 10227900910001 | Ladda upp en bild av detta fornminne      |
| Dingtuna 91:2                  | Stensättning                     |              | Dingtuna, Västmanland |                    | 59.588989, 16.369869 | 10227900910002 | Ladda upp en bild av detta fornminne      |
| Dingtuna 91:3                  | Stensättning                     |              | Dingtuna, Västmanland |                    | 59.589088, 16.370388 | 10227900910003 | Ladda upp en bild av detta fornminne      |
| Dingtuna 92:1                  | Gravfält                         |              | Dingtuna, Västmanland |                    | 59.588398, 16.370172 | 10227900920001 | Ladda upp en bild av detta fornminne      |
| Dingtuna 94:1                  | Stensättning                     |              | Dingtuna, Västmanland |                    | 59.592724, 16.356371 | 10227900940001 | Ladda upp en bild av detta fornminne      |
| Dingtuna 96:1                  | Stensättning                     |              | Dingtuna, Västmanland |                    | 59.595094, 16.373594 | 10227900960001 | Ladda upp en bild av detta fornminne      |
| Dingtuna 97:1                  | Stensättning                     |              | Dingtuna, Västmanland |                    | 59.594433, 16.373094 | 10227900970001 | Ladda upp en bild av detta fornminne      |
| Dingtuna 98:1                  | Stensättning                     |              | Dingtuna, Västmanland |                    | 59.595210, 16.369722 | 10227900980001 | Ladda upp en bild av detta fornminne      |
| Dingtuna 100:1                 | Stensättning                     |              | Dingtuna, Västmanland |                    | 59.585736, 16.388110 | 10227901000001 | Ladda upp en bild av detta fornminne      |
| Dingtuna 103:1                 | Stensättning                     |              | Dingtuna, Västmanland |                    | 59.588981, 16.391933 | 10227901030001 | Ladda upp en bild av detta fornminne      |
| Dingtuna 104:1                 | Stensättning                     |              | Dingtuna, Västmanland |                    | 59.588437, 16.351184 | 10227901040001 | Ladda upp en bild av detta fornminne      |
| Dingtuna 104:2                 | Stensättning                     |              | Dingtuna, Västmanland |                    | 59.588583, 16.350844 | 10227901040002 | Ladda upp en bild av detta fornminne      |
| Dingtuna 104:3                 | Stensättning                     |              | Dingtuna, Västmanland |                    | 59.588746, 16.350578 | 10227901040003 | Ladda upp en bild av detta fornminne      |
| Dingtuna 104:4                 | Stensättning                     |              | Dingtuna, Västmanland |                    | 59.588977, 16.350867 | 10227901040004 | Ladda upp en bild av detta fornminne      |
| Dingtuna 105:1                 | Röse                             |              | Dingtuna, Västmanland |                    | 59.587467, 16.349392 | 10227901050001 | Ladda upp en bild av detta fornminne      |
| Dingtuna 105:2                 | Stensättning                     |              | Dingtuna, Västmanland |                    | 59.587596, 16.349434 | 10227901050002 | Ladda upp en bild av detta fornminne      |
| Dingtuna 106:1                 | Stensättning                     |              | Dingtuna, Västmanland |                    | 59.584587, 16.352409 | 10227901060001 | Ladda upp en bild av detta fornminne      |
| Dingtuna 107:1                 | Röse                             |              | Dingtuna, Västmanland |                    | 59.583000, 16.352416 | 10227901070001 | Ladda upp en bild av detta fornminne      |
| Dingtuna 108:1                 | Stensättning                     |              | Dingtuna, Västmanland |                    | 59.584252, 16.355000 | 10227901080001 | Ladda upp en bild av detta fornminne      |
| Dingtuna 109:1                 | Stensättning                     |              | Dingtuna, Västmanland |                    | 59.583206, 16.356277 | 10227901090001 | Ladda upp en bild av detta fornminne      |
| Dingtuna 109:2                 | Stensättning                     |              | Dingtuna, Västmanland |                    | 59.582969, 16.356593 | 10227901090002 | Ladda upp en bild av detta fornminne      |
| Dingtuna 110:1                 | Stensättning                     |              | Dingtuna, Västmanland |                    | 59.582551, 16.356127 | 10227901100001 | Ladda upp en bild av detta fornminne      |
| Dingtuna 111:1                 | Stensättning                     |              | Dingtuna, Västmanland |                    | 59.591689, 16.348406 | 10227901110001 | Ladda upp en bild av detta fornminne      |
| Dingtuna 113:1                 | Stensättning                     |              | Dingtuna, Västmanland |                    | 59.590315, 16.336956 | 10227901130001 | Ladda upp en bild av detta fornminne      |
| Dingtuna 114:1                 | Stensättning                     |              | Dingtuna, Västmanland |                    | 59.588299, 16.337944 | 10227901140001 | Ladda upp en bild av detta fornminne      |
| Dingtuna 115:1                 | Stensättning                     |              | Dingtuna, Västmanland |                    | 59.580530, 16.356075 | 10227901150001 | Ladda upp en bild av detta fornminne      |
| Dingtuna 116:1                 | Röse                             |              | Dingtuna, Västmanland |                    | 59.578287, 16.359197 | 10227901160001 | Ladda upp en bild av detta fornminne      |
| Dingtuna 116:2                 | Stensättning                     |              | Dingtuna, Västmanland |                    | 59.578221, 16.358477 | 10227901160002 | Ladda upp en bild av detta fornminne      |
| Dingtuna 118:1                 | Stensättning                     |              | Dingtuna, Västmanland |                    | 59.578050, 16.360102 | 10227901180001 | Ladda upp en bild av detta fornminne      |
| Dingtuna 118:2                 | Stensättning                     |              | Dingtuna, Västmanland |                    | 59.577927, 16.359851 | 10227901180002 | Ladda upp en bild av detta fornminne      |
| Dingtuna 119:1                 | Stensättning                     |              | Dingtuna, Västmanland |                    | 59.579023, 16.358888 | 10227901190001 | Ladda upp en bild av detta fornminne      |
| Dingtuna 119:2                 | Stensättning                     |              | Dingtuna, Västmanland |                    | 59.578871, 16.359104 | 10227901190002 | Ladda upp en bild av detta fornminne      |
| Dingtuna 119:3                 | Stensättning                     |              | Dingtuna, Västmanland |                    | 59.578740, 16.359289 | 10227901190003 | Ladda upp en bild av detta fornminne      |
| Dingtuna 120:1                 | Röse                             |              | Dingtuna, Västmanland |                    | 59.571594, 16.351596 | 10227901200001 | Ladda upp en bild av detta fornminne      |
| Dingtuna 121:1                 | Röse                             |              | Dingtuna, Västmanland |                    | 59.572642, 16.350285 | 10227901210001 | Ladda upp en bild av detta fornminne      |
| Dingtuna 122:1                 | Stensättning                     |              | Dingtuna, Västmanland |                    | 59.573519, 16.351204 | 10227901220001 | Ladda upp en bild av detta fornminne      |
| Dingtuna 122:2                 | Stensättning                     |              | Dingtuna, Västmanland |                    | 59.573587, 16.350929 | 10227901220002 | Ladda upp en bild av detta fornminne      |
| Dingtuna 122:3                 | Stensättning                     |              | Dingtuna, Västmanland |                    | 59.573663, 16.351147 | 10227901220003 | Ladda upp en bild av detta fornminne      |
| Dingtuna 122:4                 | Stensättning                     |              | Dingtuna, Västmanland |                    | 59.573382, 16.351293 | 10227901220004 | Ladda upp en bild av detta fornminne      |
| Dingtuna 123:1                 | Hög                              |              | Dingtuna, Västmanland |                    | 59.586174, 16.337494 | 10227901230001 | Ladda upp en bild av detta fornminne      |
| Dingtuna 124:1                 | Stensättning                     |              | Dingtuna, Västmanland |                    | 59.585242, 16.337629 | 10227901240001 | Ladda upp en bild av detta fornminne      |
| Dingtuna 124:2                 | Stensättning                     |              | Dingtuna, Västmanland |                    | 59.585112, 16.337690 | 10227901240002 | Ladda upp en bild av detta fornminne      |
| Dingtuna 124:3                 | Stensättning                     |              | Dingtuna, Västmanland |                    | 59.584976, 16.337949 | 10227901240003 | Ladda upp en bild av detta fornminne      |
| Dingtuna 125:1                 | Stensättning                     |              | Dingtuna, Västmanland |                    | 59.579353, 16.350933 | 10227901250001 | Ladda upp en bild av detta fornminne      |
| Dingtuna 126:1                 | Röse                             |              | Dingtuna, Västmanland |                    | 59.581225, 16.348433 | 10227901260001 | Ladda upp en bild av detta fornminne      |
| Dingtuna 127:1                 | Röse                             |              | Dingtuna, Västmanland |                    | 59.582470, 16.349243 | 10227901270001 | Ladda upp en bild av detta fornminne      |
| Dingtuna 128:1                 | Röse                             |              | Dingtuna, Västmanland |                    | 59.579598, 16.347830 | 10227901280001 | Ladda upp en bild av detta fornminne      |
| Dingtuna 129:1                 | Stensättning                     |              | Dingtuna, Västmanland |                    | 59.580052, 16.336245 | 10227901290001 | Ladda upp en bild av detta fornminne      |
| Dingtuna 130:1                 | Stensättning                     |              | Dingtuna, Västmanland |                    | 59.578475, 16.340633 | 10227901300001 | Ladda upp en bild av detta fornminne      |
| Dingtuna 131:1                 | Gravfält                         |              | Dingtuna, Västmanland |                    | 59.569983, 16.349351 | 10227901310001 | Ladda upp en bild av detta fornminne      |
| Dingtuna 132:1                 | Stensättning                     |              | Dingtuna, Västmanland |                    | 59.570943, 16.348322 | 10227901320001 | Ladda upp en bild av detta fornminne      |
| Dingtuna 133:1                 | Stensättning                     |              | Dingtuna, Västmanland |                    | 59.573552, 16.349084 | 10227901330001 | Ladda upp en bild av detta fornminne      |
| Dingtuna 134:1                 | Stensättning                     |              | Dingtuna, Västmanland |                    | 59.573035, 16.350152 | 10227901340001 | Ladda upp en bild av detta fornminne      |
| Dingtuna 135:1                 | Stensättning                     |              | Dingtuna, Västmanland |                    | 59.575572, 16.345546 | 10227901350001 | Ladda upp en bild av detta fornminne      |
| Dingtuna 136:1                 | Stensättning                     |              | Dingtuna, Västmanland |                    | 59.574707, 16.342288 | 10227901360001 | Ladda upp en bild av detta fornminne      |
| Forkesta borg (Dingtuna 137:1) | Fornborg                         |              | Dingtuna, Västmanland |                    | 59.604478, 16.337047 | 10227901370001 | Ladda upp en bild av detta fornminne      |
| Dingtuna 139:1                 | Röse                             |              | Dingtuna, Västmanland |                    | 59.568654, 16.359825 | 10227901390001 | Ladda upp en bild av detta fornminne      |
| Dingtuna 140:1                 | Röse                             |              | Dingtuna, Västmanland |                    | 59.569913, 16.360335 | 10227901400001 | Ladda upp en bild av detta fornminne      |
| Dingtuna 140:2                 | Röse                             |              | Dingtuna, Västmanland |                    | 59.570078, 16.360356 | 10227901400002 | Ladda upp en bild av detta fornminne      |
| Dingtuna 141:1                 | Stensättning                     |              | Dingtuna, Västmanland |                    | 59.569033, 16.361040 | 10227901410001 | Ladda upp en bild av detta fornminne      |
| Dingtuna 142:1                 | Gravfält                         |              | Dingtuna, Västmanland |                    | 59.570649, 16.361798 | 10227901420001 | Ladda upp en bild av detta fornminne      |
| Dingtuna 144:1                 | Gravfält                         |              | Dingtuna, Västmanland |                    | 59.564382, 16.357548 | 10227901440001 | Ladda upp en bild av detta fornminne      |
| Vs 4 (Dingtuna 145:1)          | Runristning                      |              | Dingtuna, Västmanland | Vändle, Norrgården | 59.564256, 16.353522 | 10227901450001 | Ladda upp en bild av detta fornminne      |
| Dingtuna 146:1                 | Gravfält                         |              | Dingtuna, Västmanland |                    | 59.565263, 16.339298 | 10227901460001 | Ladda upp en bild av detta fornminne      |
| Dingtuna 148:1                 | Stensättning                     |              | Dingtuna, Västmanland |                    | 59.564823, 16.369063 | 10227901480001 | Ladda upp en bild av detta fornminne      |
| Dingtuna 149:1                 | Stensättning                     |              | Dingtuna, Västmanland |                    | 59.573688, 16.368768 | 10227901490001 | Ladda upp en bild av detta fornminne      |
| Dingtuna 150:1                 | Stensättning                     |              | Dingtuna, Västmanland |                    | 59.588753, 16.393390 | 10227901500001 | Ladda upp en bild av detta fornminne      |
| Dingtuna 151:1                 | Stensättning                     |              | Dingtuna, Västmanland |                    | 59.590590, 16.393617 | 10227901510001 | Ladda upp en bild av detta fornminne      |
| Dingtuna 151:2                 | Stensättning                     |              | Dingtuna, Västmanland |                    | 59.590583, 16.393879 | 10227901510002 | Ladda upp en bild av detta fornminne      |
| Dingtuna 151:3                 | Stensättning                     |              | Dingtuna, Västmanland |                    | 59.590437, 16.393808 | 10227901510003 | Ladda upp en bild av detta fornminne      |
| Dingtuna 152:1                 | Gravfält                         |              | Dingtuna, Västmanland |                    | 59.591451, 16.391592 | 10227901520001 | Ladda upp en bild av detta fornminne      |
| Dingtuna 153:1                 | Stensättning                     |              | Dingtuna, Västmanland |                    | 59.597260, 16.370534 | 10227901530001 | Ladda upp en bild av detta fornminne      |
| Dingtuna 154:1                 | Stensättning                     |              | Dingtuna, Västmanland |                    | 59.600978, 16.376101 | 10227901540001 | Ladda upp en bild av detta fornminne      |
| Dingtuna 154:2                 | Stensättning                     |              | Dingtuna, Västmanland |                    | 59.600579, 16.375996 | 10227901540002 | Ladda upp en bild av detta fornminne      |
| Dingtuna 155:1                 | Stensättning                     |              | Dingtuna, Västmanland |                    | 59.601624, 16.374950 | 10227901550001 | Ladda upp en bild av detta fornminne      |
| Dingtuna 156:1                 | Röse                             |              | Dingtuna, Västmanland |                    | 59.604645, 16.377721 | 10227901560001 | Ladda upp en bild av detta fornminne      |
| Dingtuna 157:1                 | Stensättning                     |              | Dingtuna, Västmanland |                    | 59.597152, 16.399237 | 10227901570001 | Ladda upp en bild av detta fornminne      |
| Dingtuna 157:2                 | Stensättning                     |              | Dingtuna, Västmanland |                    | 59.597058, 16.399111 | 10227901570002 | Ladda upp en bild av detta fornminne      |
| Dingtuna 157:3                 | Hög                              |              | Dingtuna, Västmanland |                    | 59.596921, 16.399097 | 10227901570003 | Ladda upp en bild av detta fornminne      |
| Dingtuna 158:1                 | Gravfält                         |              | Dingtuna, Västmanland |                    | 59.596509, 16.409979 | 10227901580001 | Ladda upp en bild av detta fornminne      |
| Dingtuna 159:1                 | Gravfält                         |              | Dingtuna, Västmanland |                    | 59.596855, 16.421366 | 10227901590001 | Ladda upp en bild av detta fornminne      |
| Dingtuna 160:1                 | Stensättning                     |              | Dingtuna, Västmanland |                    | 59.594606, 16.421362 | 10227901600001 | Ladda upp en bild av detta fornminne      |
| Dingtuna 160:2                 | Stensättning                     |              | Dingtuna, Västmanland |                    | 59.594302, 16.421854 | 10227901600002 | Ladda upp en bild av detta fornminne      |
| Dingtuna 161:1                 | Röse                             |              | Dingtuna, Västmanland |                    | 59.602769, 16.401158 | 10227901610001 | Ladda upp en bild av detta fornminne      |
| Dingtuna 162:1                 | Röse                             |              | Dingtuna, Västmanland |                    | 59.608332, 16.389505 | 10227901620001 | Ladda upp en bild av detta fornminne      |
| Dingtuna 162:2                 | Stensättning                     |              | Dingtuna, Västmanland |                    | 59.608462, 16.390004 | 10227901620002 | Ladda upp en bild av detta fornminne      |
| Dingtuna 162:3                 | Stensättning                     |              | Dingtuna, Västmanland |                    | 59.608203, 16.389682 | 10227901620003 | Ladda upp en bild av detta fornminne      |
| Dingtuna 162:4                 | Stensättning                     |              | Dingtuna, Västmanland |                    | 59.608160, 16.389398 | 10227901620004 | Ladda upp en bild av detta fornminne      |
| Dingtuna 163:1                 | Hög                              |              | Dingtuna, Västmanland |                    | 59.603042, 16.395648 | 10227901630001 | Ladda upp en bild av detta fornminne      |
| Dingtuna 163:2                 | Stensättning                     |              | Dingtuna, Västmanland |                    | 59.602988, 16.395395 | 10227901630002 | Ladda upp en bild av detta fornminne      |
| Dingtuna 164:1                 | Röse                             |              | Dingtuna, Västmanland |                    | 59.602256, 16.395413 | 10227901640001 | Ladda upp en bild av detta fornminne      |
| Dingtuna 164:2                 | Stensättning                     |              | Dingtuna, Västmanland |                    | 59.602081, 16.395444 | 10227901640002 | Ladda upp en bild av detta fornminne      |
| Dingtuna 164:3                 | Grav markerad av sten/block      |              | Dingtuna, Västmanland |                    | 59.602249, 16.395388 | 10227901640003 | Ladda upp en bild av detta fornminne      |
| Dingtuna 165:1                 | Hög                              |              | Dingtuna, Västmanland |                    | 59.602224, 16.393413 | 10227901650001 | Ladda upp en bild av detta fornminne      |
| Dingtuna 165:2                 | Stensättning                     |              | Dingtuna, Västmanland |                    | 59.602280, 16.393075 | 10227901650002 | Ladda upp en bild av detta fornminne      |
| Dingtuna 167:1                 | Stensättning                     |              | Dingtuna, Västmanland |                    | 59.606280, 16.409421 | 10227901670001 | Ladda upp en bild av detta fornminne      |
| Dingtuna 169:1                 | Gravfält                         |              | Dingtuna, Västmanland |                    | 59.603572, 16.419943 | 10227901690001 | Ladda upp en bild av detta fornminne      |
| Dingtuna 171:1                 | Stensättning                     |              | Dingtuna, Västmanland |                    | 59.567424, 16.367919 | 10227901710001 | Ladda upp en bild av detta fornminne      |
| Dingtuna 173:1                 | Stensättning                     |              | Dingtuna, Västmanland |                    | 59.567837, 16.369118 | 10227901730001 | Ladda upp en bild av detta fornminne      |
| Dingtuna 174:1                 | Stensättning                     |              | Dingtuna, Västmanland |                    | 59.590408, 16.354547 | 10227901740001 | Ladda upp en bild av detta fornminne      |
| Dingtuna 178:1                 | Stensättning                     |              | Dingtuna, Västmanland |                    | 59.633808, 16.417193 | 10227901780001 | Ladda upp en bild av detta fornminne      |
| Dingtuna 178:2                 | Stensättning                     |              | Dingtuna, Västmanland |                    | 59.633951, 16.417208 | 10227901780002 | Ladda upp en bild av detta fornminne      |
| Dingtuna 179:1                 | Hällristning                     |              | Dingtuna, Västmanland |                    | 59.636139, 16.415259 | 10227901790001 | Ladda upp en bild av detta fornminne      |
| Dingtuna 180:1                 | Stensättning                     |              | Dingtuna, Västmanland |                    | 59.630336, 16.413374 | 10227901800001 | Ladda upp en bild av detta fornminne      |
| Dingtuna 180:2                 | Stensättning                     |              | Dingtuna, Västmanland |                    | 59.630257, 16.412982 | 10227901800002 | Ladda upp en bild av detta fornminne      |
| Dingtuna 181:2                 | Stensättning                     |              | Dingtuna, Västmanland |                    | 59.625165, 16.419398 | 10227901810002 | Ladda upp en bild av detta fornminne      |
| Dingtuna 181:3                 | Stensättning                     |              | Dingtuna, Västmanland |                    | 59.624991, 16.419739 | 10227901810003 | Ladda upp en bild av detta fornminne      |
| Dingtuna 182:1                 | Gravfält                         |              | Dingtuna, Västmanland |                    | 59.623770, 16.416855 | 10227901820001 | Ladda upp en bild av detta fornminne      |
| Getingbacken (Dingtuna 183:1)  | Stensättning                     |              | Dingtuna, Västmanland |                    | 59.622610, 16.416435 | 10227901830001 | Ladda upp en bild av detta fornminne      |
| Getingbacken (Dingtuna 183:2)  | Stensättning                     |              | Dingtuna, Västmanland |                    | 59.622515, 16.416277 | 10227901830002 | Ladda upp en bild av detta fornminne      |
| Dingtuna 184:1                 | Hög                              |              | Dingtuna, Västmanland |                    | 59.622437, 16.417883 | 10227901840001 | Ladda upp en bild av detta fornminne      |
| Dingtuna 185:1                 | Gravfält                         |              | Dingtuna, Västmanland |                    | 59.628360, 16.428326 | 10227901850001 | Ladda upp en bild av detta fornminne      |
| Dingtuna 186:1                 | Stensättning                     |              | Dingtuna, Västmanland |                    | 59.628111, 16.420924 | 10227901860001 | Ladda upp en bild av detta fornminne      |
| Dingtuna 187:2                 | Stensättning                     |              | Dingtuna, Västmanland |                    | 59.628466, 16.422748 | 10227901870002 | Ladda upp en bild av detta fornminne      |
| Dingtuna 187:3                 | Stensättning                     |              | Dingtuna, Västmanland |                    | 59.628398, 16.422505 | 10227901870003 | Ladda upp en bild av detta fornminne      |
| Dingtuna 189:1                 | Stensättning                     |              | Dingtuna, Västmanland |                    | 59.615769, 16.436325 | 10227901890001 | Ladda upp en bild av detta fornminne      |
| Dingtuna 191:1                 | Röse                             |              | Dingtuna, Västmanland |                    | 59.614175, 16.424245 | 10227901910001 | Ladda upp en bild av detta fornminne      |
| Dingtuna 192:1                 | Hög                              |              | Dingtuna, Västmanland |                    | 59.609010, 16.415034 | 10227901920001 | Ladda upp en bild av detta fornminne      |
| Dingtuna 192:2                 | Hög                              |              | Dingtuna, Västmanland |                    | 59.609394, 16.414942 | 10227901920002 | Ladda upp en bild av detta fornminne      |
| Dingtuna 192:3                 | Hällristning                     |              | Dingtuna, Västmanland |                    | 59.609552, 16.414272 | 10227901920003 | Ladda upp en bild av detta fornminne      |
| Dingtuna 193:1                 | Stensättning                     |              | Dingtuna, Västmanland |                    | 59.612514, 16.417398 | 10227901930001 | Ladda upp en bild av detta fornminne      |
| Dingtuna 193:2                 | Grav markerad av sten/block      |              | Dingtuna, Västmanland |                    | 59.612142, 16.417900 | 10227901930002 | Ladda upp en bild av detta fornminne      |
| Dingtuna 195:1                 | Gravfält                         |              | Dingtuna, Västmanland |                    | 59.614839, 16.416126 | 10227901950001 | Ladda upp en bild av detta fornminne      |
| Dingtuna 196:1                 | Gravfält                         |              | Dingtuna, Västmanland |                    | 59.611406, 16.414954 | 10227901960001 | Ladda upp en bild av detta fornminne      |
| Dingtuna 197:1                 | Stensättning                     |              | Dingtuna, Västmanland |                    | 59.613419, 16.414678 | 10227901970001 | Ladda upp en bild av detta fornminne      |
| Dingtuna 198:1                 | Gravfält                         |              | Dingtuna, Västmanland |                    | 59.614649, 16.414584 | 10227901980001 | Ladda upp en bild av detta fornminne      |
| Dingtuna 199:1                 | Stensättning                     |              | Dingtuna, Västmanland |                    | 59.617358, 16.417239 | 10227901990001 | Ladda upp en bild av detta fornminne      |
| Dingtuna 199:2                 | Stensättning                     |              | Dingtuna, Västmanland |                    | 59.617611, 16.417322 | 10227901990002 | Ladda upp en bild av detta fornminne      |
| Dingtuna 200:1                 | Gravfält                         |              | Dingtuna, Västmanland |                    | 59.618902, 16.419229 | 10227902000001 | Ladda upp en bild av detta fornminne      |
| Dingtuna 202:1                 | Gravfält                         |              | Dingtuna, Västmanland |                    | 59.526759, 16.438725 | 10227902020001 | Ladda upp en bild av detta fornminne      |
| Dingtuna 203:1                 | Ristning, medeltid/historisk tid |              | Dingtuna, Västmanland |                    | 59.523279, 16.423313 | 10227902030001 | Ladda upp en bild av detta fornminne      |
| Dingtuna 204:1                 | Gravfält                         |              | Dingtuna, Västmanland |                    | 59.527249, 16.427870 | 10227902040001 | Ladda upp en bild av detta fornminne      |
| Lövstaborgen (Dingtuna 205:1)  | Fornborg                         |              | Dingtuna, Västmanland |                    | 59.522016, 16.426486 | 10227902050001 | Ladda upp en bild av detta fornminne      |
| Dingtuna 208:1                 | Stensättning                     |              | Dingtuna, Västmanland |                    | 59.524766, 16.410808 | 10227902080001 | Ladda upp en bild av detta fornminne      |
| Dingtuna 209:1                 | Stensättning                     |              | Dingtuna, Västmanland |                    | 59.527101, 16.423898 | 10227902090001 | Ladda upp en bild av detta fornminne      |
| Dingtuna 211:1                 | Gravfält                         |              | Dingtuna, Västmanland |                    | 59.527018, 16.398523 | 10227902110001 | Ladda upp en bild av detta fornminne      |
| Dingtuna 213:1                 | Gravfält                         |              | Dingtuna, Västmanland |                    | 59.531114, 16.398998 | 10227902130001 | Ladda upp en bild av detta fornminne      |
| Dingtuna 214:1                 | Gravfält                         |              | Dingtuna, Västmanland |                    | 59.529538, 16.405809 | 10227902140001 | Ladda upp en bild av detta fornminne      |
| Dingtuna 215:1                 | Stensättning                     |              | Dingtuna, Västmanland |                    | 59.533125, 16.414107 | 10227902150001 | Ladda upp en bild av detta fornminne      |
| Dingtuna 216:1                 | Gravfält                         |              | Dingtuna, Västmanland |                    | 59.537252, 16.405520 | 10227902160001 | Ladda upp en bild av detta fornminne      |
| Dingtuna 217:1                 | Röse                             |              | Dingtuna, Västmanland |                    | 59.538166, 16.421091 | 10227902170001 | Ladda upp en bild av detta fornminne      |
| Dingtuna 218:1                 | Stensättning                     |              | Dingtuna, Västmanland |                    | 59.539944, 16.413565 | 10227902180001 | Ladda upp en bild av detta fornminne      |
| Dingtuna 218:2                 | Stensättning                     |              | Dingtuna, Västmanland |                    | 59.539763, 16.413739 | 10227902180002 | Ladda upp en bild av detta fornminne      |
| Dingtuna 219:1                 | Röse                             |              | Dingtuna, Västmanland |                    | 59.539285, 16.414239 | 10227902190001 | Ladda upp en bild av detta fornminne      |
| Dingtuna 219:2                 | Röse                             |              | Dingtuna, Västmanland |                    | 59.539285, 16.414525 | 10227902190002 | Ladda upp en bild av detta fornminne      |
| Dingtuna 220:1                 | Gravfält                         |              | Dingtuna, Västmanland |                    | 59.538801, 16.415004 | 10227902200001 | Ladda upp en bild av detta fornminne      |
| Dingtuna 221:1                 | Stensättning                     |              | Dingtuna, Västmanland |                    | 59.541313, 16.415034 | 10227902210001 | Ladda upp en bild av detta fornminne      |
| Dingtuna 222:1                 | Stensättning                     |              | Dingtuna, Västmanland |                    | 59.542175, 16.414433 | 10227902220001 | Ladda upp en bild av detta fornminne      |
| Dingtuna 223:1                 | Stensättning                     |              | Dingtuna, Västmanland |                    | 59.542061, 16.412869 | 10227902230001 | Ladda upp en bild av detta fornminne      |
| Dingtuna 223:2                 | Stensättning                     |              | Dingtuna, Västmanland |                    | 59.541936, 16.412709 | 10227902230002 | Ladda upp en bild av detta fornminne      |
| Dingtuna 224:1                 | Gravfält                         |              | Dingtuna, Västmanland |                    | 59.543016, 16.409620 | 10227902240001 | Ladda upp en bild av detta fornminne      |
| Dingtuna 225:1                 | Stensättning                     |              | Dingtuna, Västmanland |                    | 59.538246, 16.408542 | 10227902250001 | Ladda upp en bild av detta fornminne      |
| Dingtuna 226:1                 | Gravfält                         |              | Dingtuna, Västmanland |                    | 59.539118, 16.405396 | 10227902260001 | Ladda upp en bild av detta fornminne      |
| Dingtuna 227:1                 | Gravfält                         |              | Dingtuna, Västmanland |                    | 59.537362, 16.400292 | 10227902270001 | Ladda upp en bild av detta fornminne      |
| Dingtuna 228:1                 | Gravfält                         |              | Dingtuna, Västmanland |                    | 59.538268, 16.399639 | 10227902280001 | Ladda upp en bild av detta fornminne      |
| Dingtuna 230:1                 | Stensättning                     |              | Dingtuna, Västmanland |                    | 59.541247, 16.387002 | 10227902300001 | Ladda upp en bild av detta fornminne      |
| Dingtuna 230:2                 | Stensättning                     |              | Dingtuna, Västmanland |                    | 59.541194, 16.386860 | 10227902300002 | Ladda upp en bild av detta fornminne      |
| Dingtuna 230:3                 | Stensättning                     |              | Dingtuna, Västmanland |                    | 59.541097, 16.386668 | 10227902300003 | Ladda upp en bild av detta fornminne      |
| Dingtuna 230:4                 | Stensättning                     |              | Dingtuna, Västmanland |                    | 59.541453, 16.386750 | 10227902300004 | Ladda upp en bild av detta fornminne      |
| Dingtuna 230:5                 | Stensättning                     |              | Dingtuna, Västmanland |                    | 59.541549, 16.386939 | 10227902300005 | Ladda upp en bild av detta fornminne      |
| Dingtuna 230:6                 | Stensättning                     |              | Dingtuna, Västmanland |                    | 59.541633, 16.387134 | 10227902300006 | Ladda upp en bild av detta fornminne      |
| Dingtuna 233:1                 | Gravfält                         |              | Dingtuna, Västmanland |                    | 59.543608, 16.383091 | 10227902330001 | Ladda upp en bild av detta fornminne      |
| Dingtuna 235:1                 | Stensättning                     |              | Dingtuna, Västmanland |                    | 59.544436, 16.399604 | 10227902350001 | Ladda upp en bild av detta fornminne      |
| Dingtuna 236:1                 | Gravfält                         |              | Dingtuna, Västmanland |                    | 59.552259, 16.422147 | 10227902360001 | Ladda upp en bild av detta fornminne      |
| Dingtuna 237:1                 | Stensättning                     |              | Dingtuna, Västmanland |                    | 59.538439, 16.433986 | 10227902370001 | Ladda upp en bild av detta fornminne      |
| Dingtuna 238:1                 | Gravfält                         |              | Dingtuna, Västmanland |                    | 59.621455, 16.423808 | 10227902380001 | Ladda upp en bild av detta fornminne      |
| Dingtuna 239:1                 | Röse                             |              | Dingtuna, Västmanland |                    | 59.621102, 16.425077 | 10227902390001 | Ladda upp en bild av detta fornminne      |
| Dingtuna 240:1                 | Gravfält                         |              | Dingtuna, Västmanland |                    | 59.617609, 16.419883 | 10227902400001 | Ladda upp en bild av detta fornminne      |
| Dingtuna 241:1                 | Stensättning                     |              | Dingtuna, Västmanland |                    | 59.615635, 16.422644 | 10227902410001 | Ladda upp en bild av detta fornminne      |
| Dingtuna 242:1                 | Stensättning                     |              | Dingtuna, Västmanland |                    | 59.619814, 16.413526 | 10227902420001 | Ladda upp en bild av detta fornminne      |
| Dingtuna 243:1                 | Grav markerad av sten/block      |              | Dingtuna, Västmanland |                    | 59.622511, 16.407599 | 10227902430001 | Ladda upp en bild av detta fornminne      |
| Dingtuna 243:2                 | Stensättning                     |              | Dingtuna, Västmanland |                    | 59.622639, 16.407798 | 10227902430002 | Ladda upp en bild av detta fornminne      |
| Dingtuna 243:3                 | Stensättning                     |              | Dingtuna, Västmanland |                    | 59.623046, 16.408533 | 10227902430003 | Ladda upp en bild av detta fornminne      |
| Dingtuna 244:1                 | Gravfält                         |              | Dingtuna, Västmanland |                    | 59.620916, 16.407503 | 10227902440001 | Ladda upp en bild av detta fornminne      |
| Dingtuna 245:1                 | Husgrund, förhistorisk/medeltida |              | Dingtuna, Västmanland |                    | 59.618959, 16.400889 | 10227902450001 | Ladda upp en bild av detta fornminne      |
| Dingtuna 246:1                 | Hällristning                     |              | Dingtuna, Västmanland |                    | 59.616926, 16.409801 | 10227902460001 | Ladda upp en bild av detta fornminne      |
| Dingtuna 247:1                 | Gravfält                         |              | Dingtuna, Västmanland |                    | 59.617855, 16.408344 | 10227902470001 | Ladda upp en bild av detta fornminne      |
| Dingtuna 248:1                 | Hällristning                     |              | Dingtuna, Västmanland |                    | 59.616172, 16.409478 | 10227902480001 | Ladda upp en bild av detta fornminne      |
| Dingtuna 249:1                 | Röse                             |              | Dingtuna, Västmanland |                    | 59.611084, 16.409874 | 10227902490001 | Ladda upp en bild av detta fornminne      |
| Dingtuna 250:1                 | Röse                             |              | Dingtuna, Västmanland |                    | 59.610111, 16.407580 | 10227902500001 | Ladda upp en bild av detta fornminne      |
| Dingtuna 250:2                 | Stensättning                     |              | Dingtuna, Västmanland |                    | 59.610253, 16.407437 | 10227902500002 | Ladda upp en bild av detta fornminne      |
| Dingtuna 250:3                 | Stensättning                     |              | Dingtuna, Västmanland |                    | 59.610396, 16.407406 | 10227902500003 | Ladda upp en bild av detta fornminne      |
| Dingtuna 251:1                 | Röse                             |              | Dingtuna, Västmanland |                    | 59.608758, 16.406326 | 10227902510001 | Ladda upp en bild av detta fornminne      |
| Dingtuna 254:1                 | Stensättning                     |              | Dingtuna, Västmanland |                    | 59.609589, 16.362696 | 10227902540001 | Ladda upp en bild av detta fornminne      |
| Dingtuna 254:2                 | Stensättning                     |              | Dingtuna, Västmanland |                    | 59.609760, 16.362509 | 10227902540002 | Ladda upp en bild av detta fornminne      |
| Dingtuna 254:3                 | Stensättning                     |              | Dingtuna, Västmanland |                    | 59.609755, 16.362737 | 10227902540003 | Ladda upp en bild av detta fornminne      |
| Dingtuna 255:1                 | Stensättning                     |              | Dingtuna, Västmanland |                    | 59.610795, 16.377398 | 10227902550001 | Ladda upp en bild av detta fornminne      |
| Forhesta (Dingtuna 257:1)      | Fornborg                         |              | Dingtuna, Västmanland |                    | 59.613252, 16.327205 | 10227902570001 | Ladda upp en bild av detta fornminne      |
| Dingtuna 259:1                 | Stensättning                     |              | Dingtuna, Västmanland |                    | 59.592726, 16.326612 | 10227902590001 | Ladda upp en bild av detta fornminne      |
| Dingtuna 261:1                 | Stensättning                     |              | Dingtuna, Västmanland |                    | 59.584486, 16.314676 | 10227902610001 | Ladda upp en bild av detta fornminne      |
| Dingtuna 261:2                 | Stensättning                     |              | Dingtuna, Västmanland |                    | 59.584585, 16.314572 | 10227902610002 | Ladda upp en bild av detta fornminne      |
| Dingtuna 262:1                 | Hög                              |              | Dingtuna, Västmanland |                    | 59.580126, 16.320146 | 10227902620001 | Ladda upp en bild av detta fornminne      |
| Dingtuna 263:1                 | Gravfält                         |              | Dingtuna, Västmanland |                    | 59.577678, 16.315414 | 10227902630001 | Ladda upp en bild av detta fornminne      |
| Dingtuna 264:1                 | Stensättning                     |              | Dingtuna, Västmanland |                    | 59.578326, 16.314591 | 10227902640001 | Ladda upp en bild av detta fornminne      |
| Dingtuna 264:2                 | Stensättning                     |              | Dingtuna, Västmanland |                    | 59.578204, 16.314613 | 10227902640002 | Ladda upp en bild av detta fornminne      |
| Dingtuna 265:1                 | Stensättning                     |              | Dingtuna, Västmanland |                    | 59.578324, 16.324344 | 10227902650001 | Ladda upp en bild av detta fornminne      |
| Dingtuna 266:1                 | Hög                              |              | Dingtuna, Västmanland |                    | 59.578866, 16.323549 | 10227902660001 | Ladda upp en bild av detta fornminne      |
| Dingtuna 266:2                 | Röse                             |              | Dingtuna, Västmanland |                    | 59.578847, 16.323824 | 10227902660002 | Ladda upp en bild av detta fornminne      |
| Dingtuna 266:3                 | Stensättning                     |              | Dingtuna, Västmanland |                    | 59.578680, 16.323386 | 10227902660003 | Ladda upp en bild av detta fornminne      |
| Dingtuna 267:1                 | Gravfält                         |              | Dingtuna, Västmanland |                    | 59.601986, 16.360479 | 10227902670001 | Ladda upp en bild av detta fornminne      |
| Dingtuna 269:1                 | Gravfält                         |              | Dingtuna, Västmanland |                    | 59.598467, 16.419037 | 10227902690001 | Ladda upp en bild av detta fornminne      |
| Dingtuna 270:1                 | Hög                              |              | Dingtuna, Västmanland |                    | 59.586151, 16.420846 | 10227902700001 | Ladda upp en bild av detta fornminne      |
| Dingtuna 270:2                 | Stensättning                     |              | Dingtuna, Västmanland |                    | 59.586320, 16.420992 | 10227902700002 | Ladda upp en bild av detta fornminne      |
| Dingtuna 271:2                 | Stensättning                     |              | Dingtuna, Västmanland |                    | 59.582197, 16.361243 | 10227902710002 | Ladda upp en bild av detta fornminne      |
| Dingtuna 272:1                 | Röse                             |              | Dingtuna, Västmanland |                    | 59.563629, 16.406615 | 10227902720001 | Ladda upp en bild av detta fornminne      |
| Dingtuna 272:2                 | Stensättning                     |              | Dingtuna, Västmanland |                    | 59.563394, 16.406956 | 10227902720002 | Ladda upp en bild av detta fornminne      |
| Dingtuna 273:1                 | Stensättning                     |              | Dingtuna, Västmanland |                    | 59.571813, 16.383171 | 10227902730001 | Ladda upp en bild av detta fornminne      |
| Dingtuna 273:2                 | Stensättning                     |              | Dingtuna, Västmanland |                    | 59.571975, 16.383022 | 10227902730002 | Ladda upp en bild av detta fornminne      |
| Dingtuna 273:3                 | Stensättning                     |              | Dingtuna, Västmanland |                    | 59.572050, 16.382847 | 10227902730003 | Ladda upp en bild av detta fornminne      |
| Dingtuna 274:1                 | Stensättning                     |              | Dingtuna, Västmanland |                    | 59.539939, 16.413059 | 10227902740001 | Ladda upp en bild av detta fornminne      |
| Dingtuna 274:2                 | Stensättning                     |              | Dingtuna, Västmanland |                    | 59.540109, 16.413012 | 10227902740002 | Ladda upp en bild av detta fornminne      |
| Dingtuna 275:1                 | Husgrund, förhistorisk/medeltida |              | Dingtuna, Västmanland |                    | 59.540250, 16.413910 | 10227902750001 | Ladda upp en bild av detta fornminne      |
| Dingtuna 276:1                 | Stensättning                     |              | Dingtuna, Västmanland |                    | 59.562703, 16.332694 | 10227902760001 | Ladda upp en bild av detta fornminne      |
| Dingtuna 277:1                 | Stensättning                     |              | Dingtuna, Västmanland |                    | 59.562761, 16.328248 | 10227902770001 | Ladda upp en bild av detta fornminne      |
| Vs 5 (Dingtuna 278:1)          | Runristning                      |              | Dingtuna, Västmanland | Vändle, Sörgården  | 59.562880, 16.351363 | 10227902780001 | Ladda upp en till bild av detta fornminne |
| Dingtuna 280:1                 | Hällristning                     |              | Dingtuna, Västmanland |                    | 59.581933, 16.376904 | 10227902800001 | Ladda upp en bild av detta fornminne      |
| Dingtuna 281:1                 | Hällristning                     |              | Dingtuna, Västmanland |                    | 59.584095, 16.373675 | 10227902810001 | Ladda upp en bild av detta fornminne      |
| Dingtuna 282:1                 | Hällristning                     |              | Dingtuna, Västmanland |                    | 59.584419, 16.365521 | 10227902820001 | Ladda upp en bild av detta fornminne      |
| Dingtuna 283:1                 | Hällristning                     |              | Dingtuna, Västmanland |                    | 59.585114, 16.367250 | 10227902830001 | Ladda upp en bild av detta fornminne      |
| Dingtuna 284:1                 | Hällristning                     |              | Dingtuna, Västmanland |                    | 59.583998, 16.364095 | 10227902840001 | Ladda upp en bild av detta fornminne      |
| Dingtuna 287:1                 | Stensättning                     |              | Dingtuna, Västmanland |                    | 59.584006, 16.365550 | 10227902870001 | Ladda upp en bild av detta fornminne      |
| Dingtuna 291:1                 | Gravfält                         |              | Dingtuna, Västmanland |                    | 59.598783, 16.421899 | 10227902910001 | Ladda upp en bild av detta fornminne      |
| Dingtuna 292:1                 | Stensättning                     |              | Dingtuna, Västmanland |                    | 59.597415, 16.421123 | 10227902920001 | Ladda upp en bild av detta fornminne      |
| Dingtuna 294:1                 | Stensättning                     |              | Dingtuna, Västmanland |                    | 59.590287, 16.430039 | 10227902940001 | Ladda upp en bild av detta fornminne      |
| Dingtuna 296:1                 | Stensättning                     |              | Dingtuna, Västmanland |                    | 59.589995, 16.419283 | 10227902960001 | Ladda upp en bild av detta fornminne      |
| Dingtuna 297:1                 | Hög                              |              | Dingtuna, Västmanland |                    | 59.591315, 16.418582 | 10227902970001 | Ladda upp en bild av detta fornminne      |
| Dingtuna 297:2                 | Stensättning                     |              | Dingtuna, Västmanland |                    | 59.591303, 16.418164 | 10227902970002 | Ladda upp en bild av detta fornminne      |
| Dingtuna 297:3                 | Grav markerad av sten/block      |              | Dingtuna, Västmanland |                    | 59.591228, 16.417758 | 10227902970003 | Ladda upp en bild av detta fornminne      |
| Dingtuna 301:1                 | Stensättning                     |              | Dingtuna, Västmanland |                    | 59.561197, 16.442518 | 10227903010001 | Ladda upp en bild av detta fornminne      |
| Dingtuna 302:1                 | Stensättning                     |              | Dingtuna, Västmanland |                    | 59.558750, 16.447964 | 10227903020001 | Ladda upp en bild av detta fornminne      |
| Dingtuna 303:1                 | Hög                              |              | Dingtuna, Västmanland |                    | 59.558729, 16.446586 | 10227903030001 | Ladda upp en bild av detta fornminne      |
| Dingtuna 303:2                 | Stensättning                     |              | Dingtuna, Västmanland |                    | 59.558796, 16.446438 | 10227903030002 | Ladda upp en bild av detta fornminne      |
| Dingtuna 303:3                 | Stensättning                     |              | Dingtuna, Västmanland |                    | 59.558894, 16.446486 | 10227903030003 | Ladda upp en bild av detta fornminne      |
| Dingtuna 303:4                 | Stensättning                     |              | Dingtuna, Västmanland |                    | 59.558606, 16.446701 | 10227903030004 | Ladda upp en bild av detta fornminne      |
| Dingtuna 304:1                 | Gravfält                         |              | Dingtuna, Västmanland |                    | 59.561391, 16.438956 | 10227903040001 | Ladda upp en bild av detta fornminne      |
| Dingtuna 305:1                 | Stensättning                     |              | Dingtuna, Västmanland |                    | 59.559023, 16.449867 | 10227903050001 | Ladda upp en bild av detta fornminne      |
| Dingtuna 306:1                 | Röse                             |              | Dingtuna, Västmanland |                    | 59.555991, 16.456652 | 10227903060001 | Ladda upp en bild av detta fornminne      |
| Dingtuna 306:2                 | Röse                             |              | Dingtuna, Västmanland |                    | 59.555877, 16.456838 | 10227903060002 | Ladda upp en bild av detta fornminne      |
| Dingtuna 307:1                 | Röse                             |              | Dingtuna, Västmanland |                    | 59.549045, 16.443662 | 10227903070001 | Ladda upp en bild av detta fornminne      |
| Dingtuna 307:2                 | Stensättning                     |              | Dingtuna, Västmanland |                    | 59.548599, 16.444344 | 10227903070002 | Ladda upp en bild av detta fornminne      |
| Dingtuna 307:3                 | Husgrund, förhistorisk/medeltida |              | Dingtuna, Västmanland |                    | 59.548499, 16.444261 | 10227903070003 | Ladda upp en bild av detta fornminne      |
| Dingtuna 309:1                 | Gravfält                         |              | Dingtuna, Västmanland |                    | 59.561980, 16.389283 | 10227903090001 | Ladda upp en bild av detta fornminne      |
| Dingtuna 310:1                 | Stensättning                     |              | Dingtuna, Västmanland |                    | 59.550473, 16.393112 | 10227903100001 | Ladda upp en bild av detta fornminne      |
| Dingtuna 310:2                 | Stensättning                     |              | Dingtuna, Västmanland |                    | 59.550541, 16.392801 | 10227903100002 | Ladda upp en bild av detta fornminne      |
| Dingtuna 312:1                 | Gravfält                         |              | Dingtuna, Västmanland |                    | 59.551552, 16.405213 | 10227903120001 | Ladda upp en bild av detta fornminne      |
| Dingtuna 313:1                 | Stensättning                     |              | Dingtuna, Västmanland |                    | 59.552214, 16.405407 | 10227903130001 | Ladda upp en bild av detta fornminne      |
| Dingtuna 313:2                 | Stensättning                     |              | Dingtuna, Västmanland |                    | 59.552110, 16.405484 | 10227903130002 | Ladda upp en bild av detta fornminne      |
| Dingtuna 313:3                 | Stensättning                     |              | Dingtuna, Västmanland |                    | 59.552103, 16.405194 | 10227903130003 | Ladda upp en bild av detta fornminne      |
| Dingtuna 314:1                 | Stensättning                     |              | Dingtuna, Västmanland |                    | 59.547059, 16.402227 | 10227903140001 | Ladda upp en bild av detta fornminne      |
| Dingtuna 314:2                 | Stensättning                     |              | Dingtuna, Västmanland |                    | 59.547273, 16.401844 | 10227903140002 | Ladda upp en bild av detta fornminne      |
| Dingtuna 315:1                 | Stensättning                     |              | Dingtuna, Västmanland |                    | 59.545094, 16.401171 | 10227903150001 | Ladda upp en bild av detta fornminne      |
| Dingtuna 315:2                 | Stensättning                     |              | Dingtuna, Västmanland |                    | 59.545091, 16.400917 | 10227903150002 | Ladda upp en bild av detta fornminne      |
| Dingtuna 318:1                 | Röse                             |              | Dingtuna, Västmanland |                    | 59.543650, 16.371689 | 10227903180001 | Ladda upp en bild av detta fornminne      |
| Dingtuna 318:2                 | Stensättning                     |              | Dingtuna, Västmanland |                    | 59.543792, 16.371719 | 10227903180002 | Ladda upp en bild av detta fornminne      |
| Dingtuna 318:3                 | Hög                              |              | Dingtuna, Västmanland |                    | 59.543678, 16.371972 | 10227903180003 | Ladda upp en bild av detta fornminne      |
| Dingtuna 320:1                 | Gravfält                         |              | Dingtuna, Västmanland |                    | 59.544548, 16.374550 | 10227903200001 | Ladda upp en bild av detta fornminne      |
| Dingtuna 321:1                 | Gravfält                         |              | Dingtuna, Västmanland |                    | 59.545031, 16.377569 | 10227903210001 | Ladda upp en bild av detta fornminne      |
| Dingtuna 322:1                 | Stensättning                     |              | Dingtuna, Västmanland |                    | 59.544528, 16.378657 | 10227903220001 | Ladda upp en bild av detta fornminne      |
| Dingtuna 323:1                 | Gravfält                         |              | Dingtuna, Västmanland |                    | 59.542995, 16.373379 | 10227903230001 | Ladda upp en bild av detta fornminne      |
| Dingtuna 324:1                 | Stensättning                     |              | Dingtuna, Västmanland |                    | 59.549179, 16.348471 | 10227903240001 | Ladda upp en bild av detta fornminne      |
| Dingtuna 325:1                 | Gravfält                         |              | Dingtuna, Västmanland |                    | 59.568885, 16.437436 | 10227903250001 | Ladda upp en bild av detta fornminne      |
| Dingtuna 327:1                 | Gravfält                         |              | Dingtuna, Västmanland |                    | 59.579119, 16.424813 | 10227903270001 | Ladda upp en bild av detta fornminne      |
| Dingtuna 328:1                 | Gravfält                         |              | Dingtuna, Västmanland |                    | 59.577422, 16.425961 | 10227903280001 | Ladda upp en bild av detta fornminne      |
| Dingtuna 329:1                 | Stensättning                     |              | Dingtuna, Västmanland |                    | 59.576639, 16.426371 | 10227903290001 | Ladda upp en bild av detta fornminne      |
| Dingtuna 329:2                 | Stensättning                     |              | Dingtuna, Västmanland |                    | 59.576731, 16.426203 | 10227903290002 | Ladda upp en bild av detta fornminne      |
| Dingtuna 331:1                 | Gravfält                         |              | Dingtuna, Västmanland |                    | 59.579266, 16.435482 | 10227903310001 | Ladda upp en bild av detta fornminne      |
| Dingtuna 332:1                 | Stensättning                     |              | Dingtuna, Västmanland |                    | 59.558859, 16.351704 | 10227903320001 | Ladda upp en bild av detta fornminne      |
| Dingtuna 332:2                 | Stensättning                     |              | Dingtuna, Västmanland |                    | 59.558816, 16.351438 | 10227903320002 | Ladda upp en bild av detta fornminne      |
| Dingtuna 332:3                 | Stensättning                     |              | Dingtuna, Västmanland |                    | 59.558890, 16.351948 | 10227903320003 | Ladda upp en bild av detta fornminne      |
| Dingtuna 333:1                 | Gravfält                         |              | Dingtuna, Västmanland |                    | 59.558574, 16.354707 | 10227903330001 | Ladda upp en bild av detta fornminne      |
| Dingtuna 334:1                 | Stensättning                     |              | Dingtuna, Västmanland |                    | 59.559474, 16.359573 | 10227903340001 | Ladda upp en bild av detta fornminne      |
| Dingtuna 334:2                 | Stensättning                     |              | Dingtuna, Västmanland |                    | 59.559604, 16.359575 | 10227903340002 | Ladda upp en bild av detta fornminne      |
| Dingtuna 334:3                 | Stensättning                     |              | Dingtuna, Västmanland |                    | 59.559411, 16.359877 | 10227903340003 | Ladda upp en bild av detta fornminne      |
| Dingtuna 334:4                 | Stensättning                     |              | Dingtuna, Västmanland |                    | 59.559408, 16.360146 | 10227903340004 | Ladda upp en bild av detta fornminne      |
| Dingtuna 335:1                 | Hög                              |              | Dingtuna, Västmanland |                    | 59.560961, 16.362157 | 10227903350001 | Ladda upp en bild av detta fornminne      |
| Dingtuna 337:1                 | Stensättning                     |              | Dingtuna, Västmanland |                    | 59.549675, 16.376529 | 10227903370001 | Ladda upp en bild av detta fornminne      |
| Dingtuna 338:1                 | Gravfält                         |              | Dingtuna, Västmanland |                    | 59.562162, 16.366319 | 10227903380001 | Ladda upp en bild av detta fornminne      |
| Dingtuna 339:1                 | Gravfält                         |              | Dingtuna, Västmanland |                    | 59.561710, 16.365312 | 10227903390001 | Ladda upp en bild av detta fornminne      |
| Dingtuna 340:1                 | Gravfält                         |              | Dingtuna, Västmanland |                    | 59.560974, 16.367595 | 10227903400001 | Ladda upp en bild av detta fornminne      |
| Dingtuna 341:1                 | Gravfält                         |              | Dingtuna, Västmanland |                    | 59.562745, 16.361383 | 10227903410001 | Ladda upp en bild av detta fornminne      |
| Dingtuna 344:1                 | Gravfält                         |              | Dingtuna, Västmanland |                    | 59.563237, 16.353993 | 10227903440001 | Ladda upp en bild av detta fornminne      |
| Dingtuna 352:1                 | Röse                             |              | Dingtuna, Västmanland |                    | 59.624726, 16.437054 | 10227903520001 | Ladda upp en bild av detta fornminne      |
| Dingtuna 352:2                 | Röse                             |              | Dingtuna, Västmanland |                    | 59.624896, 16.436059 | 10227903520002 | Ladda upp en bild av detta fornminne      |
| Dingtuna 352:3                 | Stensättning                     |              | Dingtuna, Västmanland |                    | 59.624767, 16.435606 | 10227903520003 | Ladda upp en bild av detta fornminne      |
| Dingtuna 353:1                 | Hällristning                     |              | Dingtuna, Västmanland |                    | 59.565022, 16.430641 | 10227903530001 | Ladda upp en bild av detta fornminne      |
| Dingtuna 355:1                 | Röse                             |              | Dingtuna, Västmanland |                    | 59.573135, 16.337974 | 10227903550001 | Ladda upp en bild av detta fornminne      |
| Dingtuna 359:1                 | Gravfält                         |              | Dingtuna, Västmanland |                    | 59.587488, 16.439686 | 10227903590001 | Ladda upp en bild av detta fornminne      |
| Dingtuna 360:1                 | Gravfält                         |              | Dingtuna, Västmanland |                    | 59.588669, 16.445064 | 10227903600001 | Ladda upp en bild av detta fornminne      |
| Dingtuna 365:1                 | Hög                              |              | Dingtuna, Västmanland |                    | 59.570718, 16.361075 | 10227903650001 | Ladda upp en bild av detta fornminne      |
| Dingtuna 365:2                 | Stensättning                     |              | Dingtuna, Västmanland |                    | 59.570538, 16.360536 | 10227903650002 | Ladda upp en bild av detta fornminne      |
| Dingtuna 368:1                 | Stensättning                     |              | Dingtuna, Västmanland |                    | 59.568516, 16.366946 | 10227903680001 | Ladda upp en bild av detta fornminne      |
| Dingtuna 368:2                 | Grav markerad av sten/block      |              | Dingtuna, Västmanland |                    | 59.568594, 16.367121 | 10227903680002 | Ladda upp en bild av detta fornminne      |
| Dingtuna 374:1                 | Stensättning                     |              | Dingtuna, Västmanland |                    | 59.566975, 16.350864 | 10227903740001 | Ladda upp en bild av detta fornminne      |
| Dingtuna 375:1                 | Stensättning                     |              | Dingtuna, Västmanland |                    | 59.565492, 16.338130 | 10227903750001 | Ladda upp en bild av detta fornminne      |
| Dingtuna 388:1                 | Stensättning                     |              | Dingtuna, Västmanland |                    | 59.578220, 16.381018 | 10227903880001 | Ladda upp en bild av detta fornminne      |
| Dingtuna 400:1                 | Stensättning                     |              | Dingtuna, Västmanland |                    | 59.593746, 16.372302 | 10227904000001 | Ladda upp en bild av detta fornminne      |
| Dingtuna 401:1                 | Gravfält                         |              | Dingtuna, Västmanland |                    | 59.590785, 16.377542 | 10227904010001 | Ladda upp en bild av detta fornminne      |
| Dingtuna 402:1                 | Gravfält                         |              | Dingtuna, Västmanland |                    | 59.590001, 16.371481 | 10227904020001 | Ladda upp en bild av detta fornminne      |
| Dingtuna 411:1                 | Stensättning                     |              | Dingtuna, Västmanland |                    | 59.585968, 16.374963 | 10227904110001 | Ladda upp en bild av detta fornminne      |
| Dingtuna 413:2                 | Stensättning                     |              | Dingtuna, Västmanland |                    | 59.565922, 16.435626 | 10227904130002 | Ladda upp en bild av detta fornminne      |
| Dingtuna 419:1                 | Stensättning                     |              | Dingtuna, Västmanland |                    | 59.560152, 16.442830 | 10227904190001 | Ladda upp en bild av detta fornminne      |
| Dingtuna 419:2                 | Stensättning                     |              | Dingtuna, Västmanland |                    | 59.560295, 16.442999 | 10227904190002 | Ladda upp en bild av detta fornminne      |
| Dingtuna 434:1                 | Stensättning                     |              | Dingtuna, Västmanland |                    | 59.532412, 16.435815 | 10227904340001 | Ladda upp en bild av detta fornminne      |
| Dingtuna 435:1                 | Stensättning                     |              | Dingtuna, Västmanland |                    | 59.519610, 16.428622 | 10227904350001 | Ladda upp en bild av detta fornminne      |
| Dingtuna 436:2                 | Stensättning                     |              | Dingtuna, Västmanland |                    | 59.539289, 16.436522 | 10227904360002 | Ladda upp en bild av detta fornminne      |
| Dingtuna 442:1                 | Stensättning                     |              | Dingtuna, Västmanland |                    | 59.542231, 16.408152 | 10227904420001 | Ladda upp en bild av detta fornminne      |
| Dingtuna 442:2                 | Stensättning                     |              | Dingtuna, Västmanland |                    | 59.542316, 16.408336 | 10227904420002 | Ladda upp en bild av detta fornminne      |
| Dingtuna 443:1                 | Stensättning                     |              | Dingtuna, Västmanland |                    | 59.529240, 16.404412 | 10227904430001 | Ladda upp en bild av detta fornminne      |
| Dingtuna 448:1                 | Stensättning                     |              | Dingtuna, Västmanland |                    | 59.534788, 16.387943 | 10227904480001 | Ladda upp en bild av detta fornminne      |
| Dingtuna 453:1                 | Stensättning                     |              | Dingtuna, Västmanland |                    | 59.528121, 16.407198 | 10227904530001 | Ladda upp en bild av detta fornminne      |
| Dingtuna 455:2                 | Stensättning                     |              | Dingtuna, Västmanland |                    | 59.528113, 16.403576 | 10227904550002 | Ladda upp en bild av detta fornminne      |
| Dingtuna 455:3                 | Stensättning                     |              | Dingtuna, Västmanland |                    | 59.528338, 16.404038 | 10227904550003 | Ladda upp en bild av detta fornminne      |
| Dingtuna 457:1                 | Gravfält                         |              | Dingtuna, Västmanland |                    | 59.529631, 16.404613 | 10227904570001 | Ladda upp en bild av detta fornminne      |
| Dingtuna 458:1                 | Stensättning                     |              | Dingtuna, Västmanland |                    | 59.576367, 16.326465 | 10227904580001 | Ladda upp en bild av detta fornminne      |
| Dingtuna 463:1                 | Stensättning                     |              | Dingtuna, Västmanland |                    | 59.565697, 16.335888 | 10227904630001 | Ladda upp en bild av detta fornminne      |
| Dingtuna 463:2                 | Stensättning                     |              | Dingtuna, Västmanland |                    | 59.565565, 16.335545 | 10227904630002 | Ladda upp en bild av detta fornminne      |
| Dingtuna 464:1                 | Stensättning                     |              | Dingtuna, Västmanland |                    | 59.566207, 16.334936 | 10227904640001 | Ladda upp en bild av detta fornminne      |
| Dingtuna 464:2                 | Stensättning                     |              | Dingtuna, Västmanland |                    | 59.566086, 16.335068 | 10227904640002 | Ladda upp en bild av detta fornminne      |
| Dingtuna 466:1                 | Stensättning                     |              | Dingtuna, Västmanland |                    | 59.562577, 16.412889 | 10227904660001 | Ladda upp en bild av detta fornminne      |
| Dingtuna 466:2                 | Stensättning                     |              | Dingtuna, Västmanland |                    | 59.562662, 16.412699 | 10227904660002 | Ladda upp en bild av detta fornminne      |
| Dingtuna 466:3                 | Stensättning                     |              | Dingtuna, Västmanland |                    | 59.562764, 16.412566 | 10227904660003 | Ladda upp en bild av detta fornminne      |
| Dingtuna 466:4                 | Stensättning                     |              | Dingtuna, Västmanland |                    | 59.562906, 16.412666 | 10227904660004 | Ladda upp en bild av detta fornminne      |
| Dingtuna 470:1                 | Stensättning                     |              | Dingtuna, Västmanland |                    | 59.561247, 16.387481 | 10227904700001 | Ladda upp en bild av detta fornminne      |
| Dingtuna 470:2                 | Stensättning                     |              | Dingtuna, Västmanland |                    | 59.561160, 16.387710 | 10227904700002 | Ladda upp en bild av detta fornminne      |
| Dingtuna 471:1                 | Stensättning                     |              | Dingtuna, Västmanland |                    | 59.558178, 16.388532 | 10227904710001 | Ladda upp en bild av detta fornminne      |
| Dingtuna 471:2                 | Stensättning                     |              | Dingtuna, Västmanland |                    | 59.558021, 16.388757 | 10227904710002 | Ladda upp en bild av detta fornminne      |
| Dingtuna 471:3                 | Stensättning                     |              | Dingtuna, Västmanland |                    | 59.557925, 16.389000 | 10227904710003 | Ladda upp en bild av detta fornminne      |
| Dingtuna 472:1                 | Gravfält                         |              | Dingtuna, Västmanland |                    | 59.559136, 16.390622 | 10227904720001 | Ladda upp en bild av detta fornminne      |
| Dingtuna 473:1                 | Stensättning                     |              | Dingtuna, Västmanland |                    | 59.558619, 16.392460 | 10227904730001 | Ladda upp en bild av detta fornminne      |
| Dingtuna 475:1                 | Hällristning                     |              | Dingtuna, Västmanland |                    | 59.561476, 16.399189 | 10227904750001 | Ladda upp en bild av detta fornminne      |
| Dingtuna 477:1                 | Hällristning                     |              | Dingtuna, Västmanland |                    | 59.561037, 16.405870 | 10227904770001 | Ladda upp en bild av detta fornminne      |
| Dingtuna 478:1                 | Stensättning                     |              | Dingtuna, Västmanland |                    | 59.559997, 16.406671 | 10227904780001 | Ladda upp en bild av detta fornminne      |
| Dingtuna 478:2                 | Hällristning                     |              | Dingtuna, Västmanland |                    | 59.560199, 16.406387 | 10227904780002 | Ladda upp en bild av detta fornminne      |
| Dingtuna 479:1                 | Stensättning                     |              | Dingtuna, Västmanland |                    | 59.559374, 16.406030 | 10227904790001 | Ladda upp en bild av detta fornminne      |
| Dingtuna 484:1                 | Stensättning                     |              | Dingtuna, Västmanland |                    | 59.546563, 16.375946 | 10227904840001 | Ladda upp en bild av detta fornminne      |
| Dingtuna 484:2                 | Stensättning                     |              | Dingtuna, Västmanland |                    | 59.546655, 16.376078 | 10227904840002 | Ladda upp en bild av detta fornminne      |
| Dingtuna 485:1                 | Gravfält                         |              | Dingtuna, Västmanland |                    | 59.544252, 16.370378 | 10227904850001 | Ladda upp en bild av detta fornminne      |
| Dingtuna 489:1                 | Stensättning                     |              | Dingtuna, Västmanland |                    | 59.543480, 16.390379 | 10227904890001 | Ladda upp en bild av detta fornminne      |
| Dingtuna 493:1                 | Gravfält                         |              | Dingtuna, Västmanland |                    | 59.539688, 16.378907 | 10227904930001 | Ladda upp en bild av detta fornminne      |
| Dingtuna 494:1                 | Stensättning                     |              | Dingtuna, Västmanland |                    | 59.541135, 16.376178 | 10227904940001 | Ladda upp en bild av detta fornminne      |
| Dingtuna 495:1                 | Gravfält                         |              | Dingtuna, Västmanland |                    | 59.545109, 16.378684 | 10227904950001 | Ladda upp en bild av detta fornminne      |
| Dingtuna 496:1                 | Stensättning                     |              | Dingtuna, Västmanland |                    | 59.539615, 16.378014 | 10227904960001 | Ladda upp en bild av detta fornminne      |
| Dingtuna 500:1                 | Hällristning                     |              | Dingtuna, Västmanland |                    | 59.565078, 16.355780 | 10227905000001 | Ladda upp en bild av detta fornminne      |
| Dingtuna 504:1                 | Röse                             |              | Dingtuna, Västmanland |                    | 59.606991, 16.414782 | 10227905040001 | Ladda upp en bild av detta fornminne      |
| Dingtuna 505:1                 | Stensättning                     |              | Dingtuna, Västmanland |                    | 59.605256, 16.417525 | 10227905050001 | Ladda upp en bild av detta fornminne      |
| Dingtuna 507:1                 | Stensättning                     |              | Dingtuna, Västmanland |                    | 59.603966, 16.406810 | 10227905070001 | Ladda upp en bild av detta fornminne      |
| Dingtuna 509:1                 | Stensättning                     |              | Dingtuna, Västmanland |                    | 59.596188, 16.397836 | 10227905090001 | Ladda upp en bild av detta fornminne      |
| Dingtuna 509:2                 | Stensättning                     |              | Dingtuna, Västmanland |                    | 59.596328, 16.397840 | 10227905090002 | Ladda upp en bild av detta fornminne      |
| Dingtuna 509:3                 | Stensättning                     |              | Dingtuna, Västmanland |                    | 59.596493, 16.397840 | 10227905090003 | Ladda upp en bild av detta fornminne      |
| Dingtuna 509:4                 | Stensättning                     |              | Dingtuna, Västmanland |                    | 59.596417, 16.397572 | 10227905090004 | Ladda upp en bild av detta fornminne      |
| Dingtuna 511:1                 | Röse                             |              | Dingtuna, Västmanland |                    | 59.609971, 16.406306 | 10227905110001 | Ladda upp en bild av detta fornminne      |
| Dingtuna 514:1                 | Stensättning                     |              | Dingtuna, Västmanland |                    | 59.615118, 16.412606 | 10227905140001 | Ladda upp en bild av detta fornminne      |
| Dingtuna 514:2                 | Hällristning                     |              | Dingtuna, Västmanland |                    | 59.615127, 16.412596 | 10227905140002 | Ladda upp en bild av detta fornminne      |
| Dingtuna 516:1                 | Hällristning                     |              | Dingtuna, Västmanland |                    | 59.611622, 16.412716 | 10227905160001 | Ladda upp en bild av detta fornminne      |
| Dingtuna 516:2                 | Hällristning                     |              | Dingtuna, Västmanland |                    | 59.611490, 16.412980 | 10227905160002 | Ladda upp en bild av detta fornminne      |
| Dingtuna 517:1                 | Hällristning                     |              | Dingtuna, Västmanland |                    | 59.612790, 16.413001 | 10227905170001 | Ladda upp en bild av detta fornminne      |
| Dingtuna 517:2                 | Hällristning                     |              | Dingtuna, Västmanland |                    | 59.613015, 16.413372 | 10227905170002 | Ladda upp en bild av detta fornminne      |
| Dingtuna 518:1                 | Hällristning                     |              | Dingtuna, Västmanland |                    | 59.614076, 16.412492 | 10227905180001 | Ladda upp en bild av detta fornminne      |
| Dingtuna 518:2                 | Hällristning                     |              | Dingtuna, Västmanland |                    | 59.614109, 16.412330 | 10227905180002 | Ladda upp en bild av detta fornminne      |
| Dingtuna 518:3                 | Hällristning                     |              | Dingtuna, Västmanland |                    | 59.613946, 16.412635 | 10227905180003 | Ladda upp en bild av detta fornminne      |
| Dingtuna 519:1                 | Hällristning                     |              | Dingtuna, Västmanland |                    | 59.615935, 16.412373 | 10227905190001 | Ladda upp en bild av detta fornminne      |
| Dingtuna 520:1                 | Hällristning                     |              | Dingtuna, Västmanland |                    | 59.616358, 16.413329 | 10227905200001 | Ladda upp en bild av detta fornminne      |
| Dingtuna 521:1                 | Hällristning                     |              | Dingtuna, Västmanland |                    | 59.616534, 16.414441 | 10227905210001 | Ladda upp en bild av detta fornminne      |
| Dingtuna 522:1                 | Hällristning                     |              | Dingtuna, Västmanland |                    | 59.614497, 16.409673 | 10227905220001 | Ladda upp en bild av detta fornminne      |
| Dingtuna 523:1                 | Hällristning                     |              | Dingtuna, Västmanland |                    | 59.615151, 16.410349 | 10227905230001 | Ladda upp en bild av detta fornminne      |
| Dingtuna 523:2                 | Hällristning                     |              | Dingtuna, Västmanland |                    | 59.615397, 16.410359 | 10227905230002 | Ladda upp en bild av detta fornminne      |
| Dingtuna 528:1                 | Stensättning                     |              | Dingtuna, Västmanland |                    | 59.602748, 16.392625 | 10227905280001 | Ladda upp en bild av detta fornminne      |
| Dingtuna 535:1                 | Stensättning                     |              | Dingtuna, Västmanland |                    | 59.542586, 16.385670 | 10227905350001 | Ladda upp en bild av detta fornminne      |
| Dingtuna 535:2                 | Stensättning                     |              | Dingtuna, Västmanland |                    | 59.542389, 16.385742 | 10227905350002 | Ladda upp en bild av detta fornminne      |
| Dingtuna 539:1                 | Stensättning                     |              | Dingtuna, Västmanland |                    | 59.608451, 16.359736 | 10227905390001 | Ladda upp en bild av detta fornminne      |
| Dingtuna 540:1                 | Stensättning                     |              | Dingtuna, Västmanland |                    | 59.602190, 16.354565 | 10227905400001 | Ladda upp en bild av detta fornminne      |
| Dingtuna 543:1                 | Stensättning                     |              | Dingtuna, Västmanland |                    | 59.584138, 16.346850 | 10227905430001 | Ladda upp en bild av detta fornminne      |
| Dingtuna 544:1                 | Stensättning                     |              | Dingtuna, Västmanland |                    | 59.583528, 16.342924 | 10227905440001 | Ladda upp en bild av detta fornminne      |
| Dingtuna 547:1                 | Stensättning                     |              | Dingtuna, Västmanland |                    | 59.613828, 16.429509 | 10227905470001 | Ladda upp en bild av detta fornminne      |
| Dingtuna 549:1                 | Stensättning                     |              | Dingtuna, Västmanland |                    | 59.590408, 16.404588 | 10227905490001 | Ladda upp en bild av detta fornminne      |
| Dingtuna 560:1                 | Hög                              |              | Dingtuna, Västmanland |                    | 59.573571, 16.380280 | 10227905600001 | Ladda upp en bild av detta fornminne      |
| Dingtuna 563:1                 | Hällristning                     |              | Dingtuna, Västmanland |                    | 59.614700, 16.411574 | 10227905630001 | Ladda upp en bild av detta fornminne      |
| Dingtuna 564:1                 | Hällristning                     |              | Dingtuna, Västmanland |                    | 59.612115, 16.414162 | 10227905640001 | Ladda upp en bild av detta fornminne      |
| Dingtuna 565:1                 | Stensättning                     |              | Dingtuna, Västmanland |                    | 59.541702, 16.392685 | 10227905650001 | Ladda upp en bild av detta fornminne      |
| Dingtuna 566:1                 | Stensättning                     |              | Dingtuna, Västmanland |                    | 59.540778, 16.393643 | 10227905660001 | Ladda upp en bild av detta fornminne      |
| Dingtuna 566:2                 | Stensättning                     |              | Dingtuna, Västmanland |                    | 59.540908, 16.393443 | 10227905660002 | Ladda upp en bild av detta fornminne      |
| Dingtuna 568:1                 | Stensättning                     |              | Dingtuna, Västmanland |                    | 59.546872, 16.377381 | 10227905680001 | Ladda upp en bild av detta fornminne      |
| Dingtuna 572:1                 | Stensättning                     |              | Dingtuna, Västmanland |                    | 59.532947, 16.419601 | 10227905720001 | Ladda upp en bild av detta fornminne      |
| Dingtuna 573:1                 | Stensättning                     |              | Dingtuna, Västmanland |                    | 59.583129, 16.384013 | 10227905730001 | Ladda upp en bild av detta fornminne      |
| Dingtuna 574:1                 | Stensättning                     |              | Dingtuna, Västmanland |                    | 59.584720, 16.379942 | 10227905740001 | Ladda upp en bild av detta fornminne      |
| Dingtuna 575:1                 | Stensättning                     |              | Dingtuna, Västmanland |                    | 59.584151, 16.382019 | 10227905750001 | Ladda upp en bild av detta fornminne      |
| Dingtuna 576:1                 | Hällristning                     |              | Dingtuna, Västmanland |                    | 59.597086, 16.398903 | 10227905760001 | Ladda upp en bild av detta fornminne      |
| Dingtuna 577:1                 | Hällristning                     |              | Dingtuna, Västmanland |                    | 59.597720, 16.399950 | 10227905770001 | Ladda upp en bild av detta fornminne      |
| Dingtuna 577:2                 | Hällristning                     |              | Dingtuna, Västmanland |                    | 59.597729, 16.399956 | 10227905770002 | Ladda upp en bild av detta fornminne      |
| Dingtuna 578:1                 | Hällristning                     |              | Dingtuna, Västmanland |                    | 59.596303, 16.409374 | 10227905780001 | Ladda upp en bild av detta fornminne      |
| Dingtuna 579:1                 | Hällristning                     |              | Dingtuna, Västmanland |                    | 59.588731, 16.424529 | 10227905790001 | Ladda upp en bild av detta fornminne      |
| Dingtuna 580:1                 | Hällristning                     |              | Dingtuna, Västmanland |                    | 59.596953, 16.423610 | 10227905800001 | Ladda upp en bild av detta fornminne      |
| Dingtuna 580:2                 | Hällristning                     |              | Dingtuna, Västmanland |                    | 59.596942, 16.423588 | 10227905800002 | Ladda upp en bild av detta fornminne      |
| Dingtuna 581:1                 | Hällristning                     |              | Dingtuna, Västmanland |                    | 59.583079, 16.371552 | 10227905810001 | Ladda upp en bild av detta fornminne      |
| Dingtuna 582:1                 | Hällristning                     |              | Dingtuna, Västmanland |                    | 59.580979, 16.376220 | 10227905820001 | Ladda upp en bild av detta fornminne      |
| Dingtuna 583:1                 | Hällristning                     |              | Dingtuna, Västmanland |                    | 59.583774, 16.422576 | 10227905830001 | Ladda upp en bild av detta fornminne      |
| Dingtuna 584:1                 | Hällristning                     |              | Dingtuna, Västmanland |                    | 59.596917, 16.421360 | 10227905840001 | Ladda upp en bild av detta fornminne      |
| Dingtuna 595:1                 | Hällristning                     |              | Dingtuna, Västmanland |                    | 59.598838, 16.418459 | 10227905950001 | Ladda upp en bild av detta fornminne      |
| Dingtuna 631:1                 | Gravfält                         |              | Dingtuna, Västmanland |                    | 59.591470, 16.412108 | 10227906310001 | Ladda upp en bild av detta fornminne      |
| Dingtuna 635:1                 | Stensättning                     |              | Dingtuna, Västmanland |                    | 59.577512, 16.361105 | 10227906350001 | Ladda upp en bild av detta fornminne      |
| Dingtuna 643:1                 | Stensättning                     |              | Dingtuna, Västmanland |                    | 59.581223, 16.356996 | 10227906430001 | Ladda upp en bild av detta fornminne      |
| Dingtuna 643:2                 | Stensättning                     |              | Dingtuna, Västmanland |                    | 59.581224, 16.356996 | 10227906430002 | Ladda upp en bild av detta fornminne      |
| Dingtuna 651:1                 | Stensättning                     |              | Dingtuna, Västmanland |                    | 59.590176, 16.403428 | 10227906510001 | Ladda upp en bild av detta fornminne      |
| Dingtuna 651:2                 | Stensättning                     |              | Dingtuna, Västmanland |                    | 59.589986, 16.403222 | 10227906510002 | Ladda upp en bild av detta fornminne      |
| Dingtuna 657:1                 | Gravfält                         |              | Dingtuna, Västmanland |                    | 59.588360, 16.398654 | 10227906570001 | Ladda upp en bild av detta fornminne      |
| Dingtuna 658:1                 | Stensättning                     |              | Dingtuna, Västmanland |                    | 59.588820, 16.401928 | 10227906580001 | Ladda upp en bild av detta fornminne      |
| Dingtuna 658:2                 | Grav markerad av sten/block      |              | Dingtuna, Västmanland |                    | 59.588676, 16.402931 | 10227906580002 | Ladda upp en bild av detta fornminne      |
| Dingtuna 664:1                 | Hällristning                     |              | Dingtuna, Västmanland |                    | 59.615110, 16.428230 | 10227906640001 | Ladda upp en bild av detta fornminne      |
| Dingtuna 673:1                 | Gravfält                         |              | Dingtuna, Västmanland |                    | 59.597020, 16.426239 | 10227906730001 | Ladda upp en bild av detta fornminne      |
| Dingtuna 677:1                 | Stensättning                     |              | Dingtuna, Västmanland |                    | 59.610353, 16.423335 | 10227906770001 | Ladda upp en bild av detta fornminne      |
| Dingtuna 677:2                 | Stensättning                     |              | Dingtuna, Västmanland |                    | 59.610353, 16.423335 | 10227906770002 | Ladda upp en bild av detta fornminne      |
| Dingtuna 681:1                 | Hällristning                     |              | Dingtuna, Västmanland |                    | 59.616355, 16.432164 | 10227906810001 | Ladda upp en bild av detta fornminne      |
| Dingtuna 687:1                 | Gravfält                         |              | Dingtuna, Västmanland |                    | 59.593425, 16.433886 | 10227906870001 | Ladda upp en bild av detta fornminne      |
| Dingtuna 691                   | Gravfält                         |              | Dingtuna, Västmanland |                    | 59.576853, 16.372652 | 12000000002649 | Ladda upp en bild av detta fornminne      |
| Dingtuna 698                   | Stensättning                     |              | Dingtuna, Västmanland |                    | 59.562862, 16.441735 | 12000000009917 | Ladda upp en bild av detta fornminne      |
| Dingtuna 699                   | Gravfält                         |              | Dingtuna, Västmanland |                    | 59.536193, 16.376376 | 12000000014677 | Ladda upp en bild av detta fornminne      |
| Dingtuna 711                   | Grav övrig                       |              | Dingtuna, Västmanland |                    | 59.570893, 16.369806 | 12000000031796 | Ladda upp en bild av detta fornminne      |
| Dingtuna 712                   | Grav övrig                       |              | Dingtuna, Västmanland |                    | 59.570812, 16.369857 | 12000000031797 | Ladda upp en bild av detta fornminne      |
| Dingtuna 713                   | Grav övrig                       |              | Dingtuna, Västmanland |                    | 59.570948, 16.369612 | 12000000031798 | Ladda upp en bild av detta fornminne      |
| Dingtuna 717                   | Husgrund, historisk tid          |              | Dingtuna, Västmanland |                    | 59.584128, 16.352613 | 12000000047803 | Ladda upp en bild av detta fornminne      |
| Dingtuna 741                   | Stensättning                     |              | Dingtuna, Västmanland |                    | 59.573889, 16.384484 | 12000000084169 | Ladda upp en bild av detta fornminne      |
| Ekenstorp (Dingtuna 743)       | Lägenhetsbebyggelse              |              | Dingtuna, Västmanland |                    | 59.603091, 16.438740 | 12000000087806 | Ladda upp en bild av detta fornminne      |
| Turbotorp (Dingtuna 744)       | Lägenhetsbebyggelse              |              | Dingtuna, Västmanland |                    | 59.608582, 16.443006 | 12000000087807 | Ladda upp en bild av detta fornminne      |